# Іван (Нойман)
Святий Іван Нойман (чес. Jan Nepomucký Neumann, ЧНІ (28 березня 1811, Прахатіце, Богемія — 5 січня 1860, Філадельфія, США) — єпископ Філадельфії, святий католицької церкви, перший канонізований американський католицький єпископ, канонізований папою Павлом VI 19 червня 1977 року, ініціатор розвитку шкільної католицької системи освіти в США.

## Життєпис

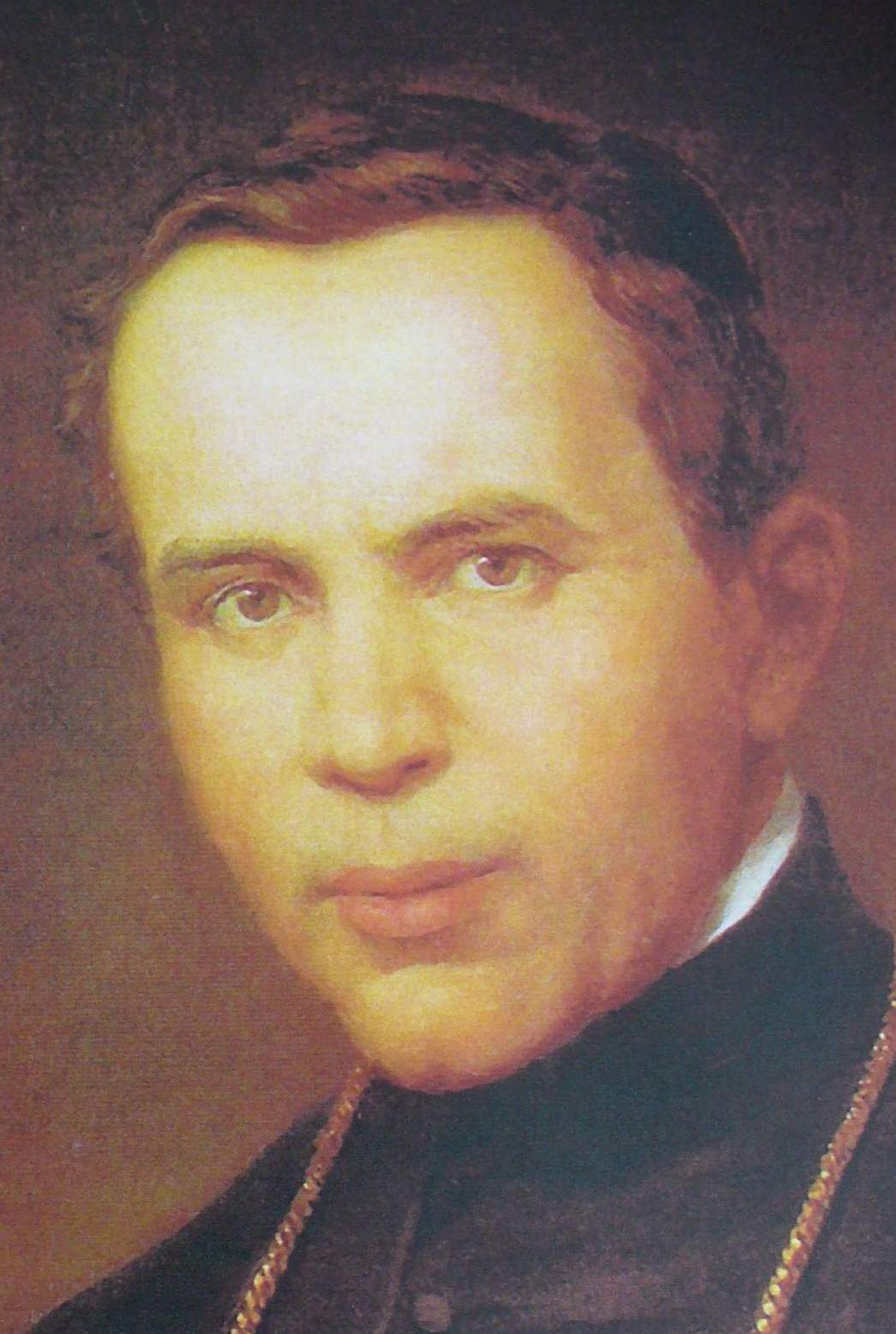
Іван Непомук Нойман
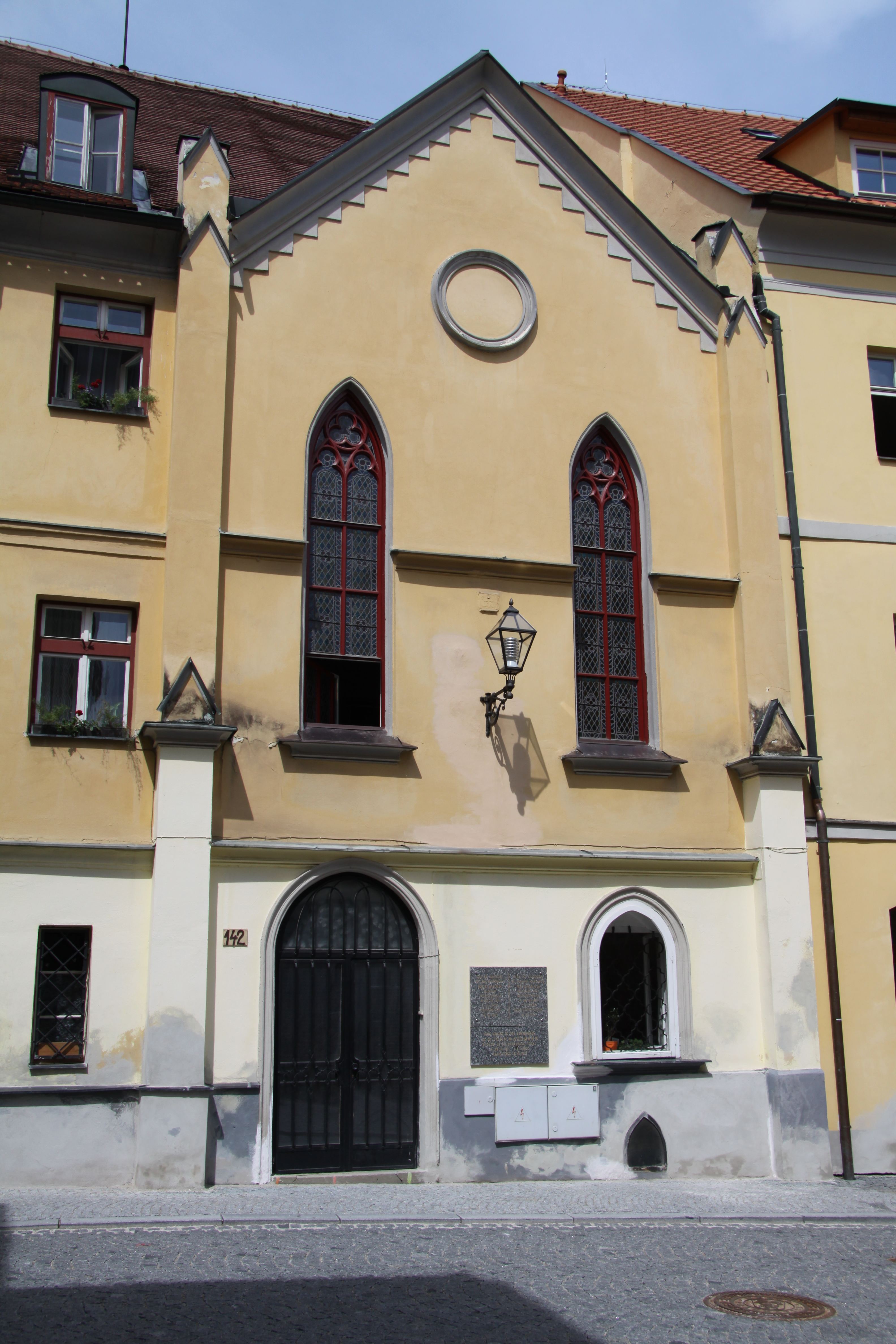
Будинок в якому народився Іван Непомук Нойман в Прахатіце
Герб святого Іоана Ноймана, єпископа єпархії Філадельфії (нині Митрополія Філадельфії)

Іван Непомук Нойман народився 28 березня 1811 року в Прахатіце, Богемія, в родині переселенця з Баварії Філіпа Ноймана та Агнеси Лебіс.
Ходив до школи у Будвайзі, там само в 1831 році вступив до семінарії, а ще через два роки перевівся до Карлового університету в Празі, де вивчав богослов'я.
У 1835 році Іван Нойман очікував висвячення, але єпископ вирішив, що висвячень більше не буде, бо в ті часи у Богемії було забагато священників. Іван писав до єпископів по всій Європі, але та сама історія: нікому не треба було більше священників. Нойман був впевнений, що його покликання — стати священником, але всі шляхи, здавалося, були закриті. Вивчивши англійську мову від англомовних робітників на фабриці, він пише до американських єпископів. Зрештою єпископ Нью-Йорка погодився висвятити Івана Ноймана на священника. Іван назавжди покидає батьківщину і пливе в США.
У Нью-Йорку о. Нойман став одним з 36 священників, які обслуговували близько 200 тис. тамтешніх католиків. Його парохія у західному Нью-Йорку простягалася від озера Онтаріо до Пенсільванії. Його церква навіть не мала підлоги, але о. Нойман цим не дуже турбувався, бо більшість свого часу він проводив, подорожуючи від села до села, навідуючи хворих, проводячи науки в заїздах і тавернах. Нерідко йому доводилося відправляти Святу Літургію на кухонному столі.
16 січня 1842 року в Балтіморі о. Нойман склав обіти й став першим священником, що вступив до Згромадження ЧНІ в Америці. У 1847 році його призначили генеральним настоятелем редемптористів у Сполучених Штатах.
о. Фредерик фон Гельд, настоятель Бельгійської провінції, до якої належали доми в Америці, казав про о. Ноймана:
|  | Він — прекрасна людина, яка поєднує в собі побожність із сильною й врівноваженою особистісю. |

В 1850 році о. Нойман передав свою посаду, генерального настоятеля, о. Бернардові Гафткеншайду.
28 березня 1852 року в Балтіморі о. Ноймана висвятили на єпископа Філадельфії. Його дієцезія була дуже великою і саме проходила період розвитку.
Створює в Балтиморі перші в Сполучених Штатах систему дієцезіальних католицьких шкіл. У своїй дієцезії о. Нойманові вдалося збільшити кількість католицьких шкіл з двох до ста.
Заснував Згромадження сестер третього ордену св. Франциска: члени цього Згромадження мали навчати в дієцезіальних католицьких школах. За час єпископату о. Ноймана було збудовано більш як вісімдесять церков.
Св. Іван Нойман мав дрібну статуру і ніколи не міг похвалитися міцним здоров'ям, але, незважаючи на це, багато чого досягнув за своє життя. Попри напружену пасторальну працю він знаходив час ще й для літературної діяльності. Так, о.  Нойман публікував численні статті у католицьких часописах, а також написав два катехизми і підручник із біблійної історії для шкіл.

## Катедральний собор св. Петра і Павла в Філадельфії
За часів епископату владики Ноймана був побудований Катедральний собор св. Петра і Павла в Філадельфії.
Побудований в романському стилі відповідно канонам коринфського ордера, в період з 1846 по 1864 рік за проєктом Наполеона Лебрена (внутрішній простір) і Джона Нотмана (зовнішній вигляд). Храм знаходиться на 18-й вулиці, північніше Рейс-стріт. Нагадує Церкву святих Амвросія і Карла (Сан-Карло-аль-Корсо) в Римі (Італія). Фасад споруди, оформленний в палладіанському стилі і признаний найбільшим архітектурним творінням Нотмана. Його прикрашають чотири масивні камінні колони коринфского ордера, четири ніші з статуями і двома невеликими банями. Над фасадом підноситься купол собору, висотою 47,5 метра.

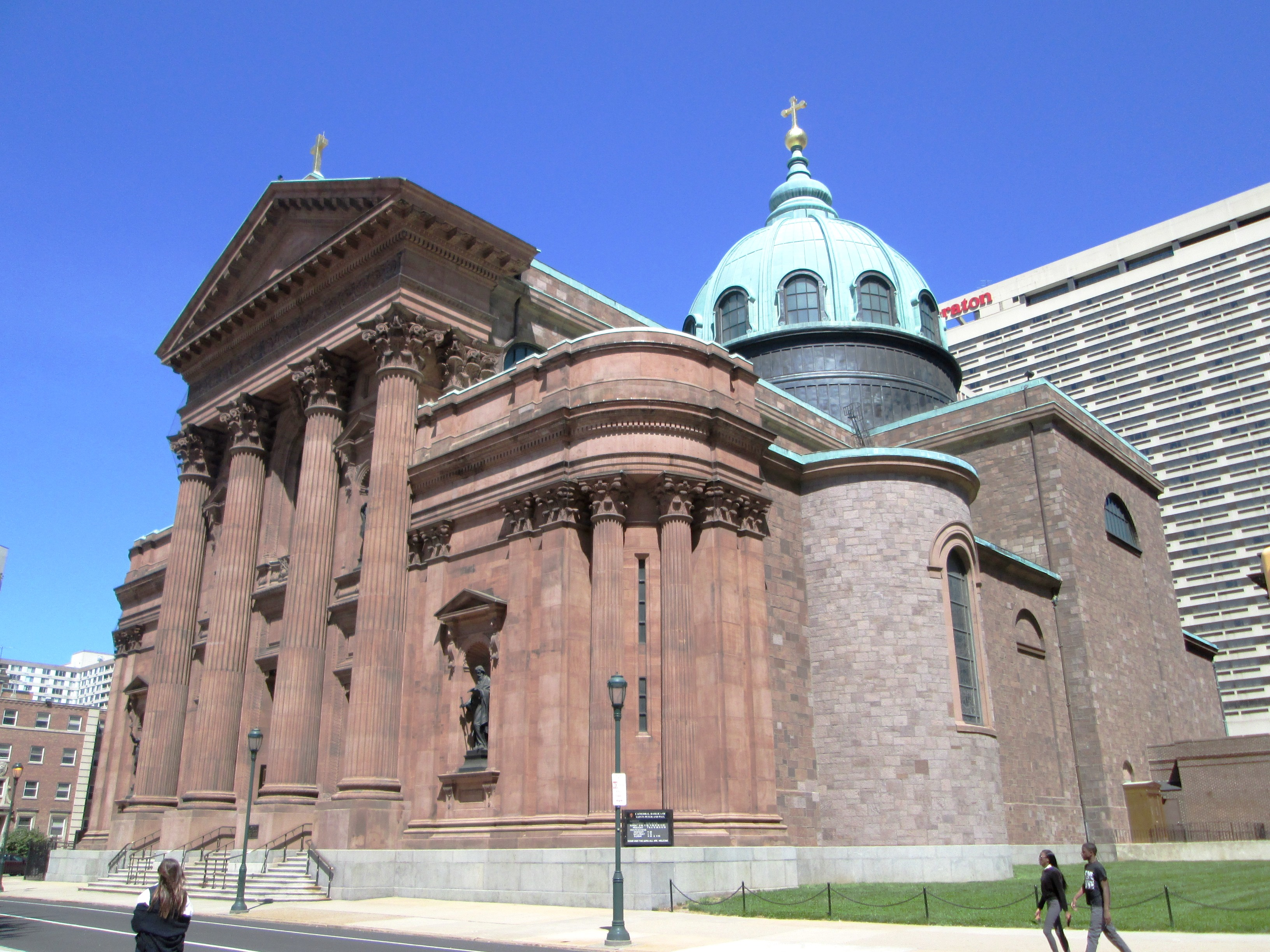
Катедральний собор Петра і Павла в Філадельфії 2013 р.
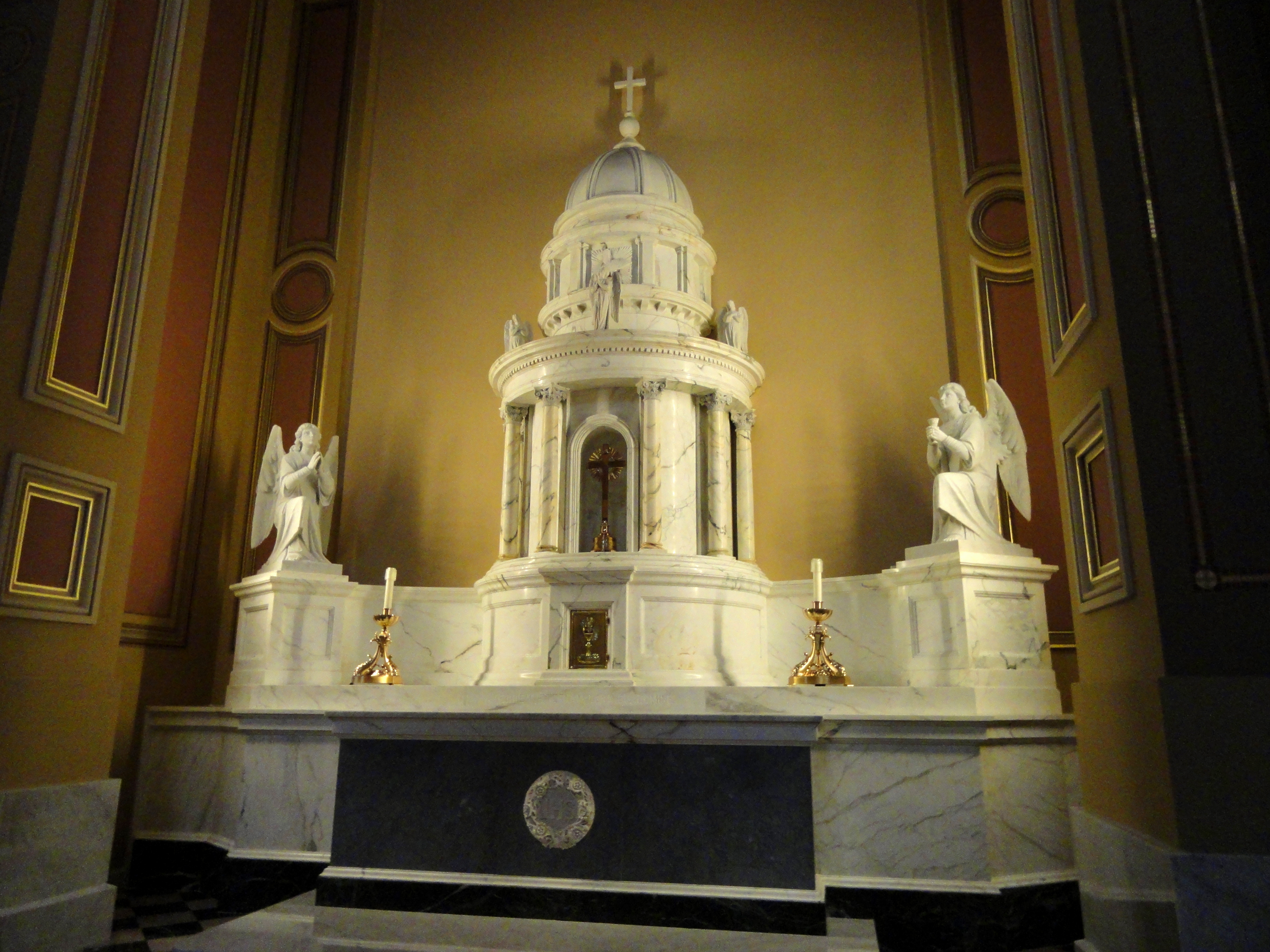
Катедральний собор Петра і Павла в Філадельфії
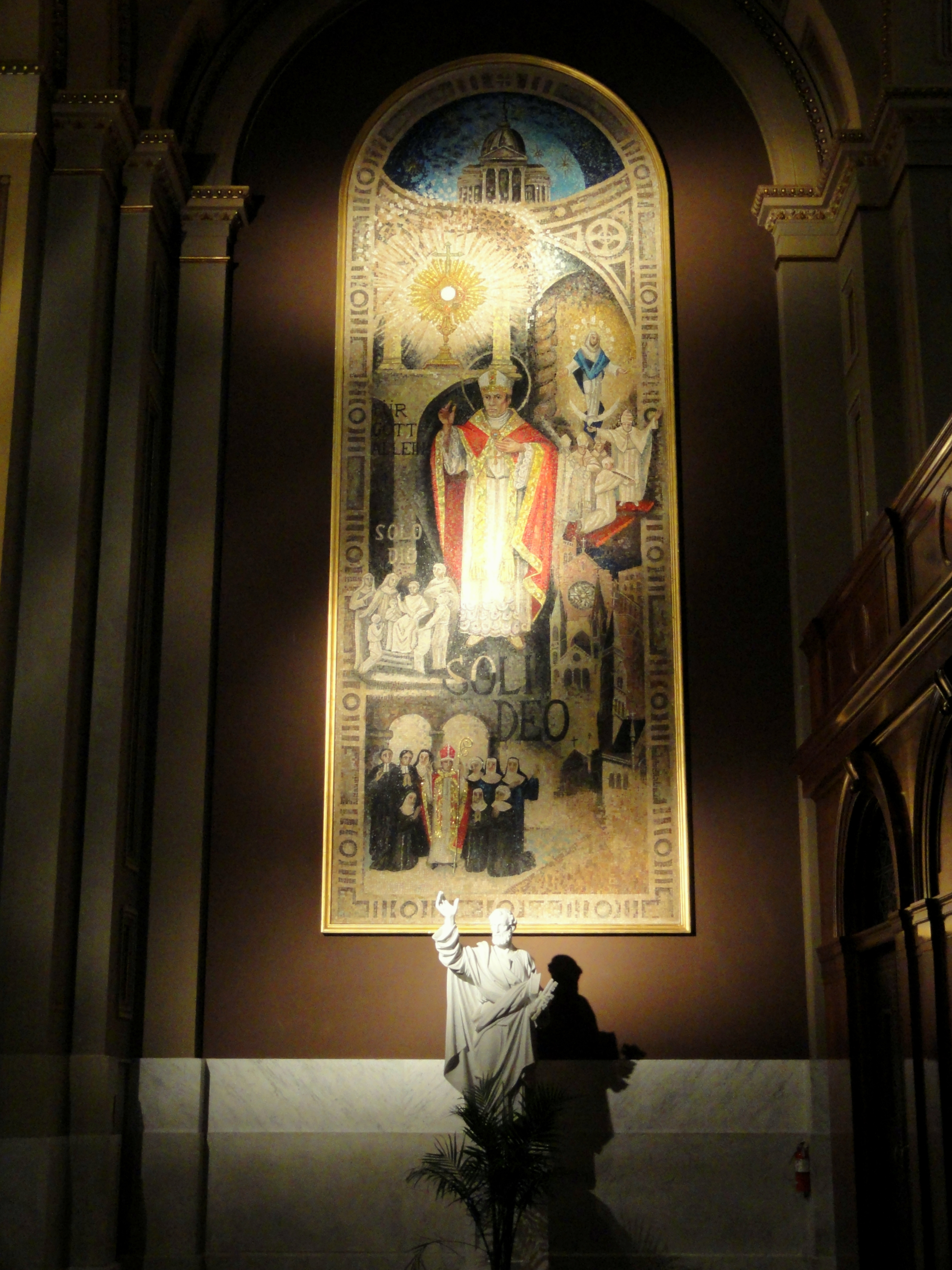
Катедральний собор Петра і Павла в Філадельфії
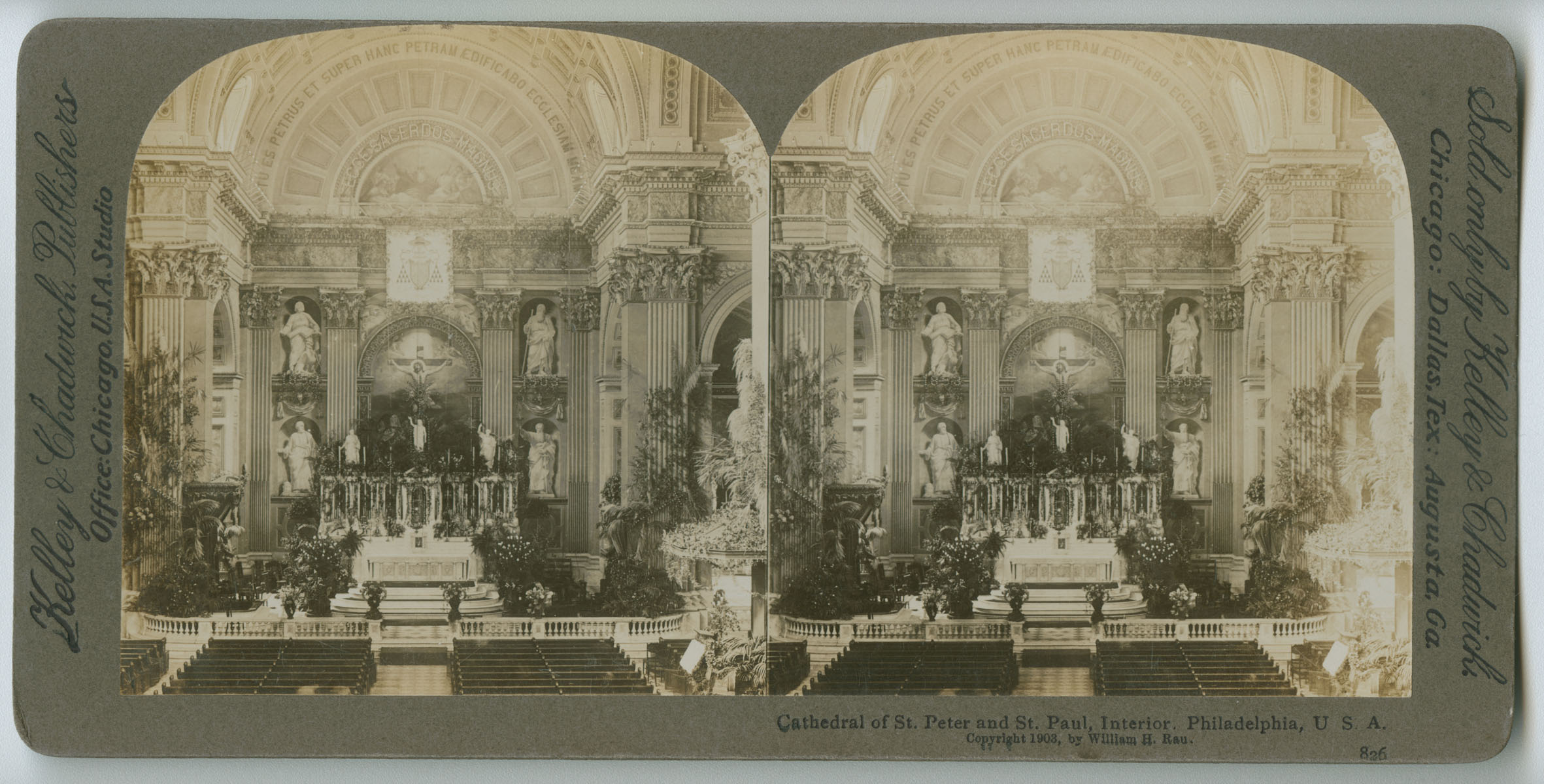
Катедральний собор Петра і Павла в Філадельфії
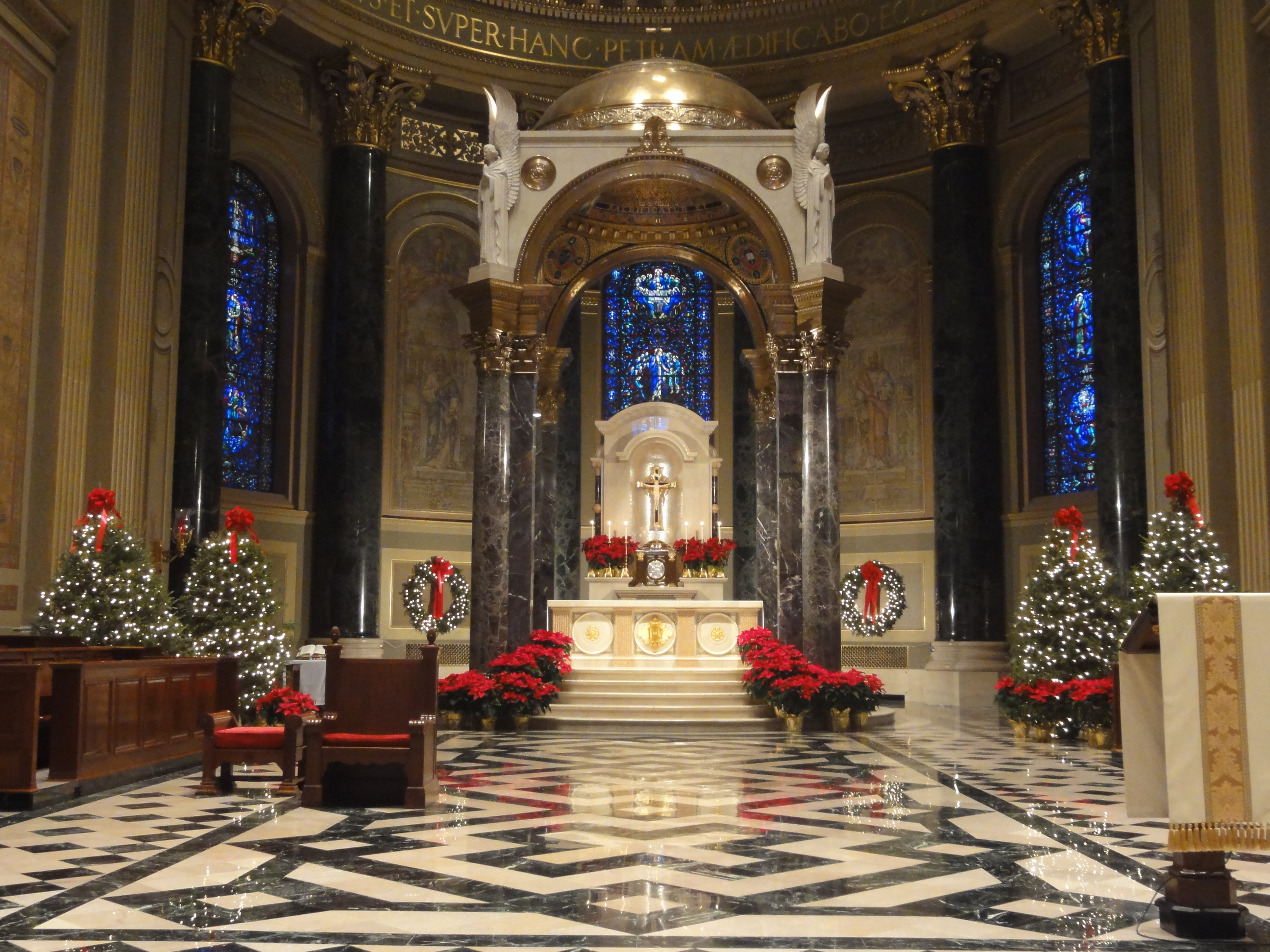
Катедральний собор Петра і Павла в Філадельфії
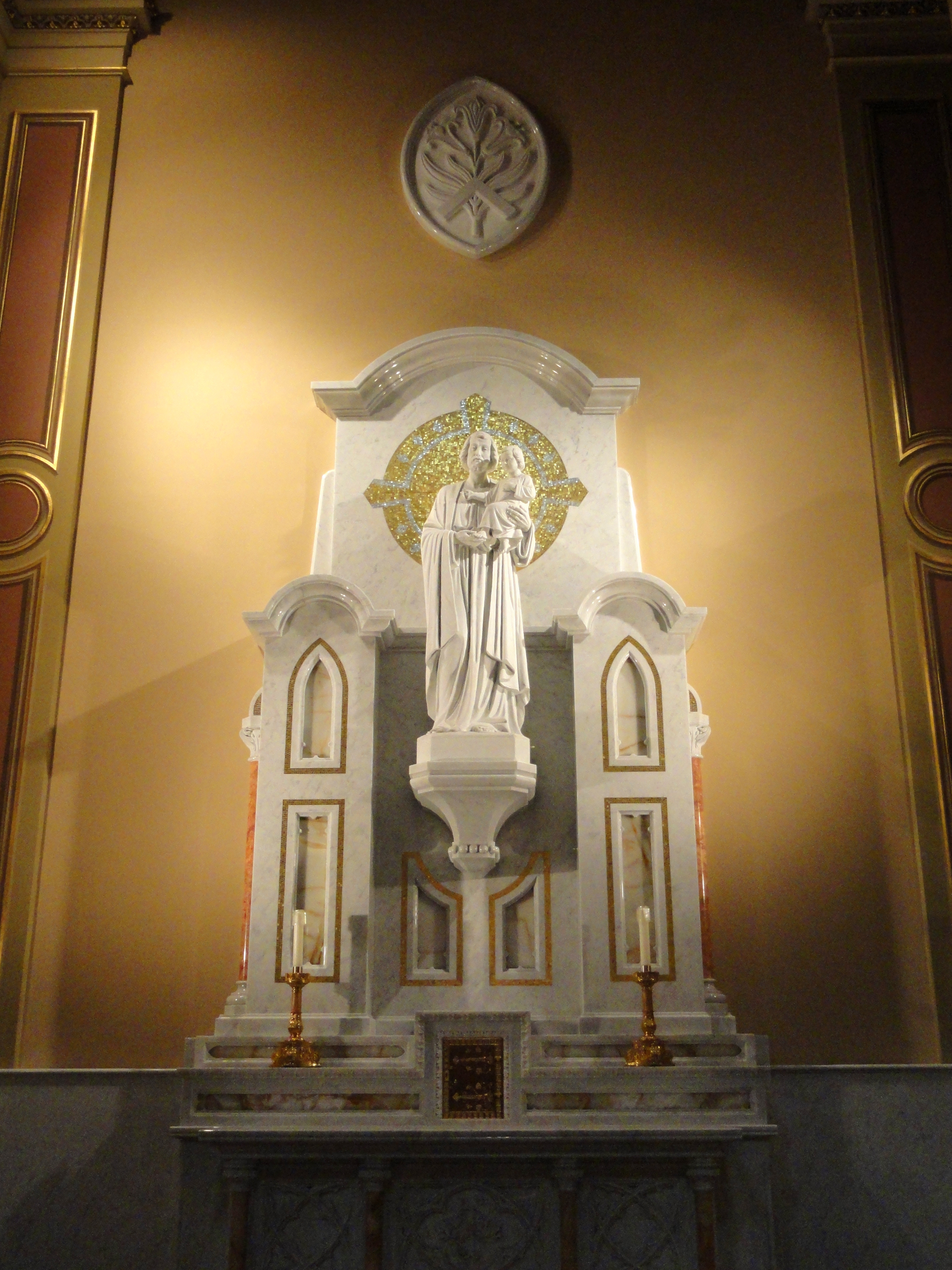
Катедральний собор Петра і Павла в Філадельфії
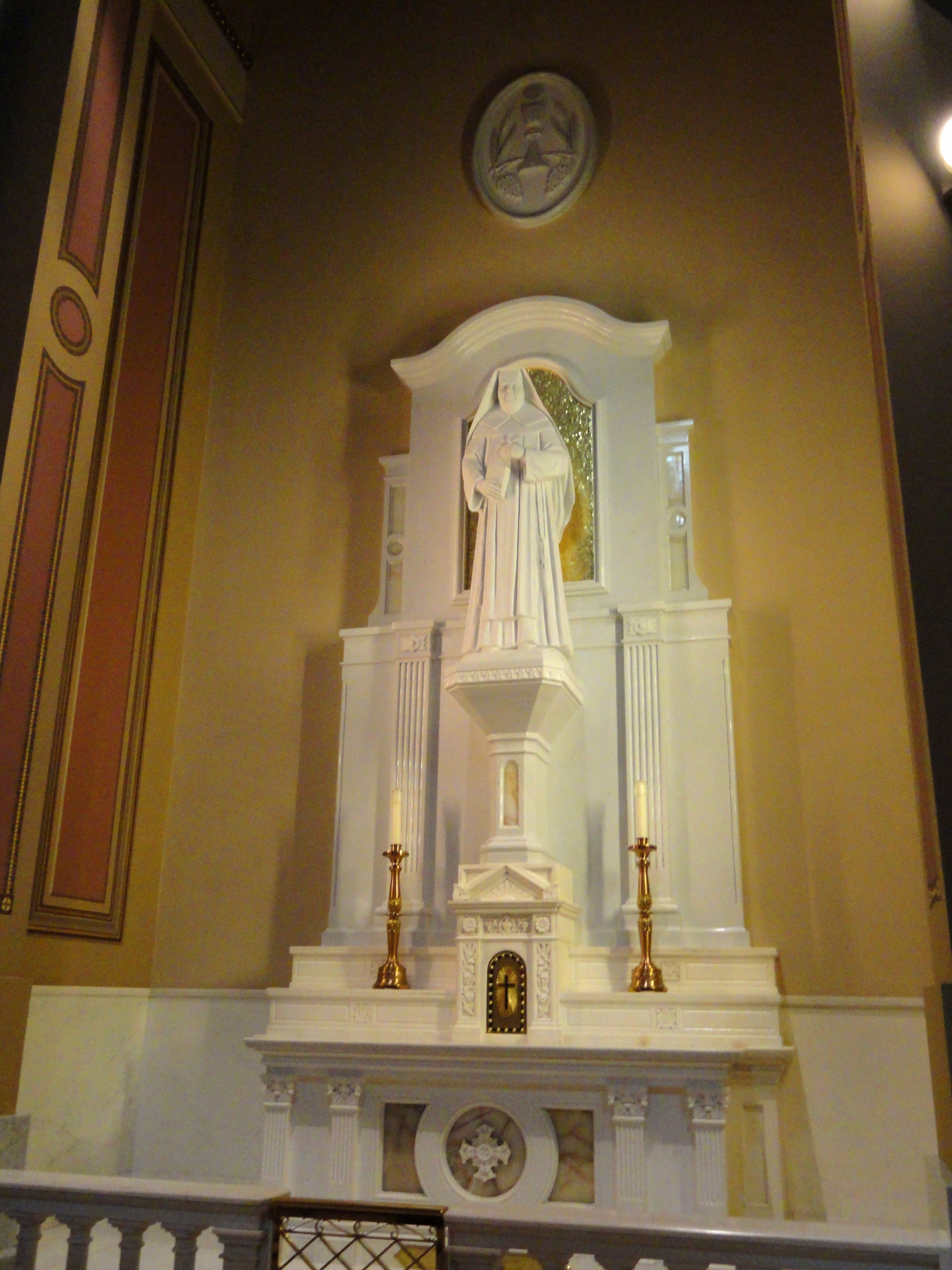
Катедральний собор Петра і Павла в Філадельфії
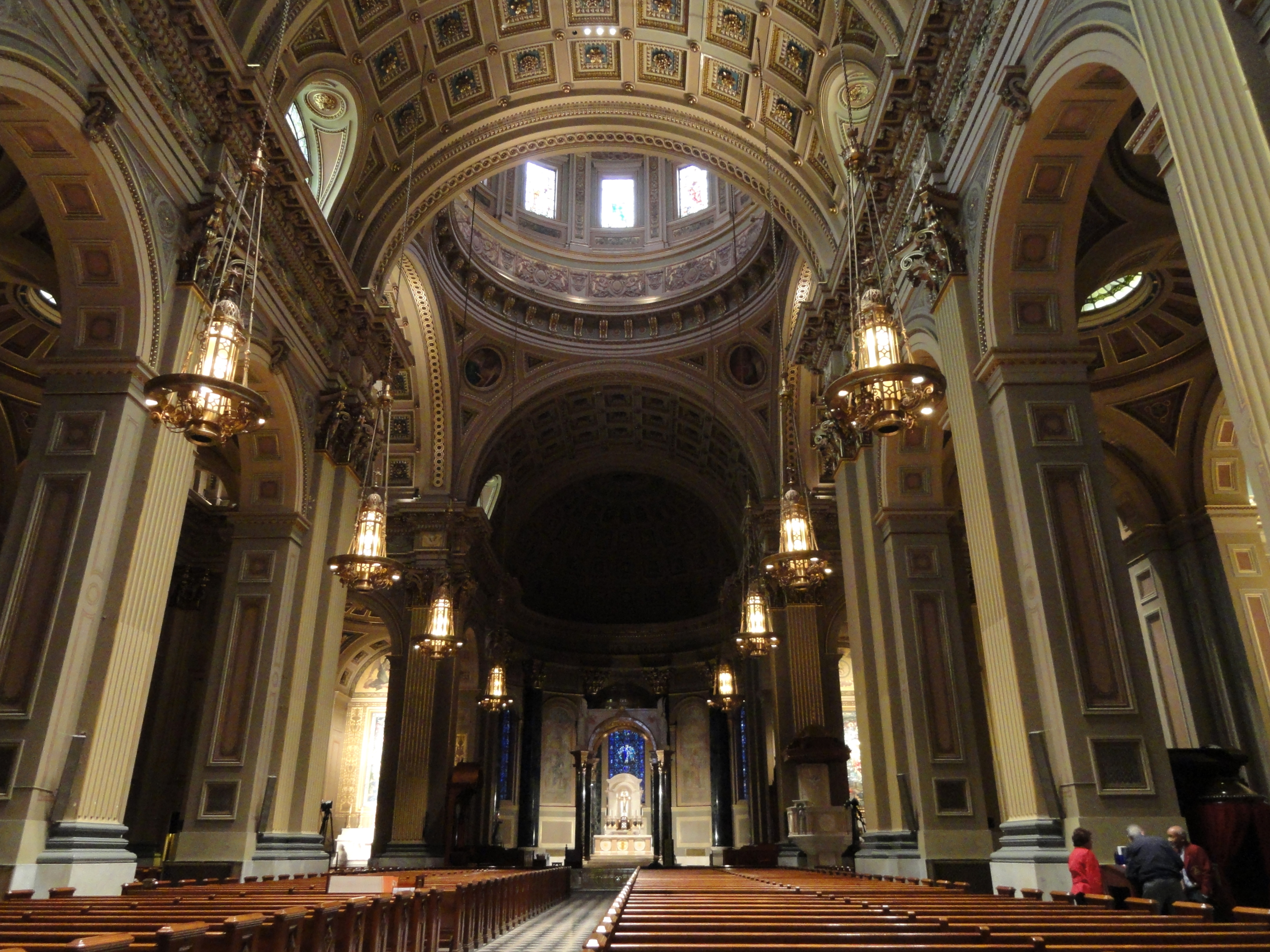
Катедральний собор Петра і Павла в Філадельфії

## Канонізація. Прослава

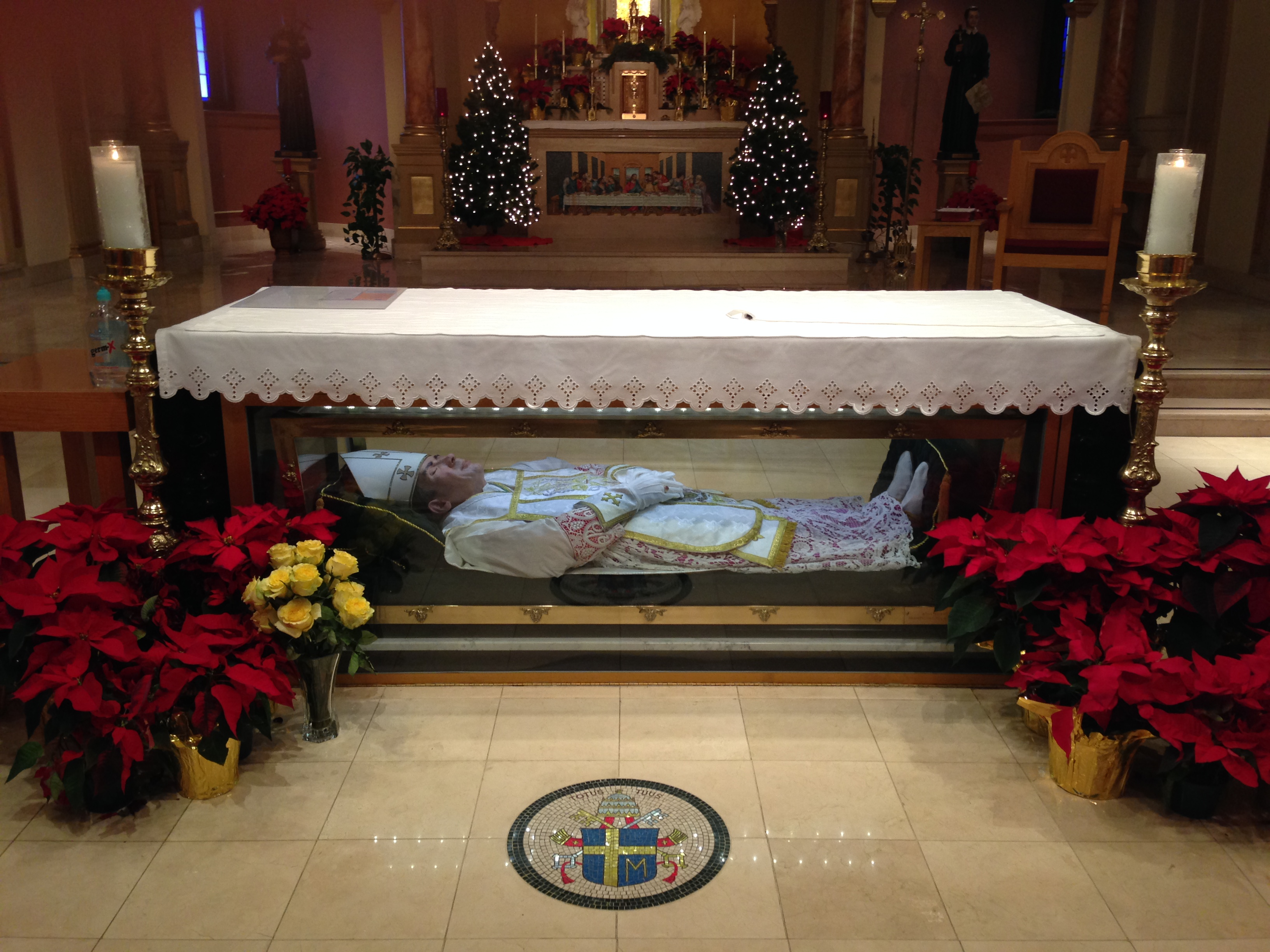
Мощі святого Івана Ноймана
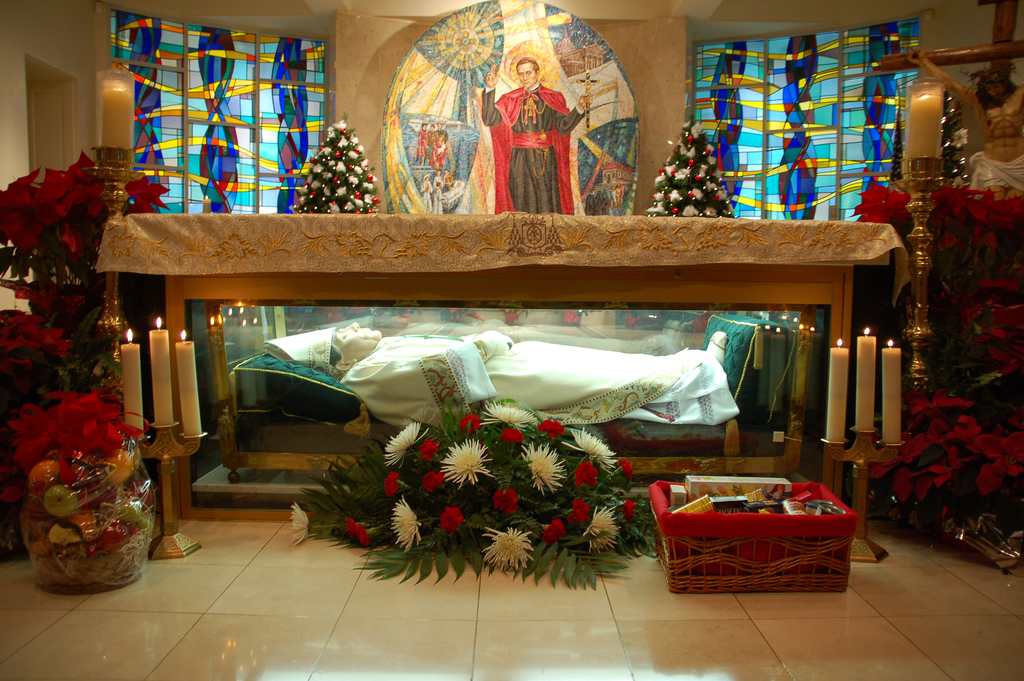
Мощі святого Івана Ноймана

Папа Павло VI беатифікував Івана Ноймана 13 жовтня 1963 року, а 19 червня 1977 року канонізував. Після канонізації мощі святого Івана Нойманна були перезахоронені в Катедральному соборі Петра і Павла в Філадельфії, де знаходяться досі.
27 грудні 2007 року, тіло (мощі) святого було переодягнене в традиційне облачення єпископа латинського обряду.
День пам'яті в католицькій церкві — 5 Січня (в Чехії — 5 березня).

### Церкви святого Івана Ноймана

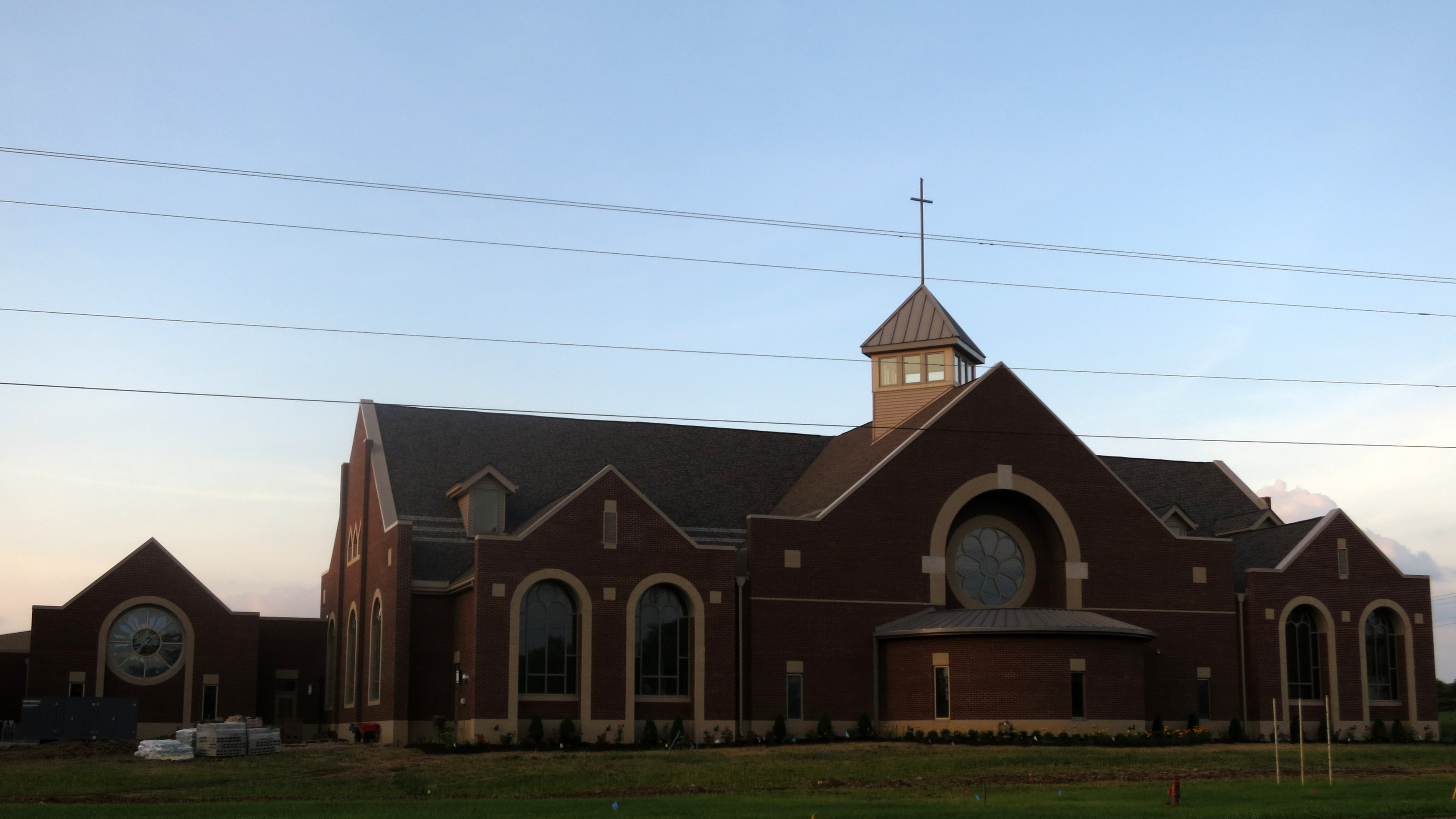
Церква святого Івана Ноймана в Санбарі, Огайо (Saint John Neumann Catholic Church (Sunbury, Ohio) (англ.))
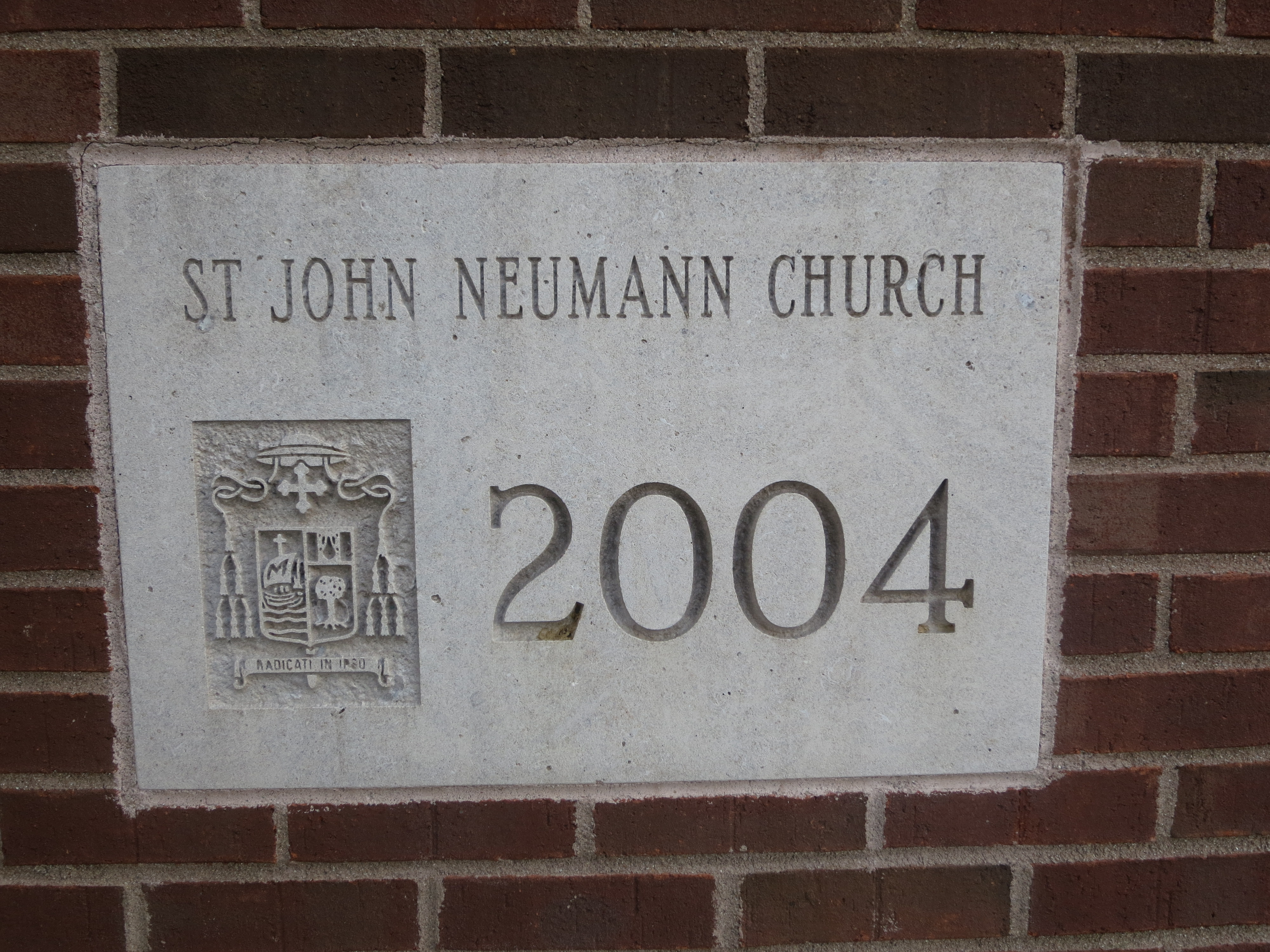
Церква святого Івана Ноймана в Санбарі, Огайо (Saint John Neumann Catholic Church (Sunbury, Ohio) (англ.))
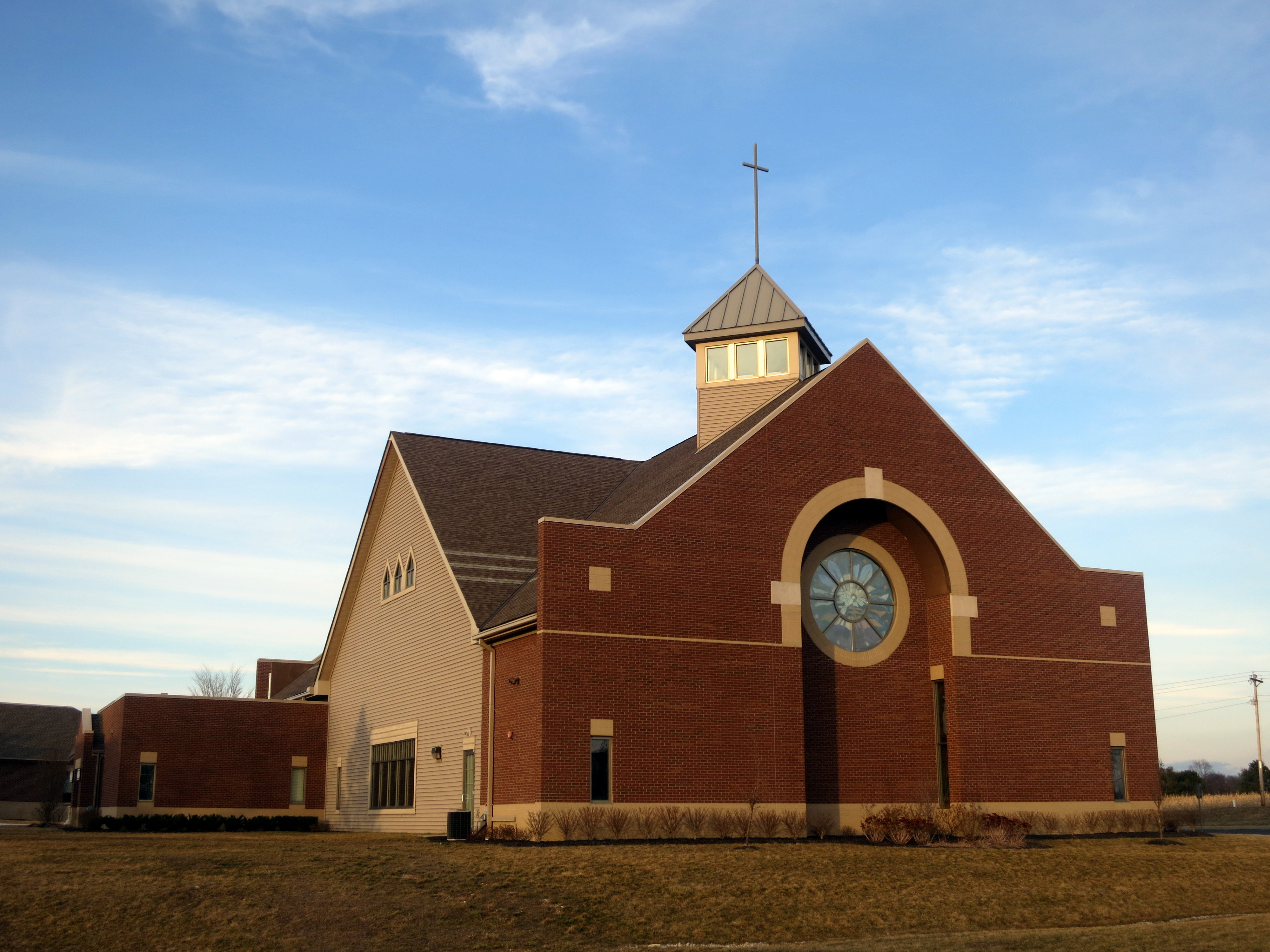
Церква святого Івана Ноймана в Санбарі, Огайо (Saint John Neumann Catholic Church (Sunbury, Ohio) (англ.))
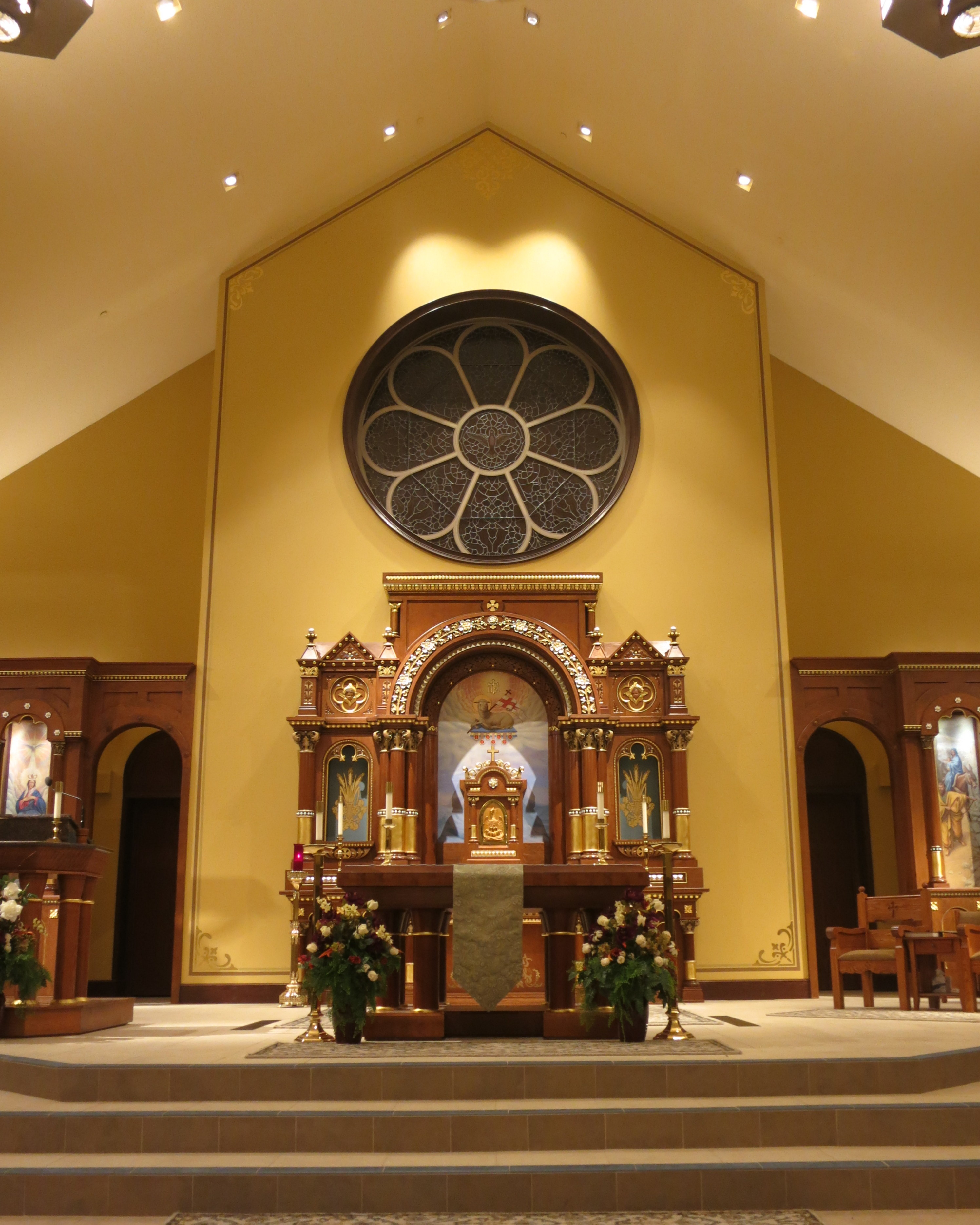
Святилище в церкві святого Івана Ноймана в Санбарі, Огайо (Saint John Neumann Catholic Church (Sunbury, Ohio) (англ.))
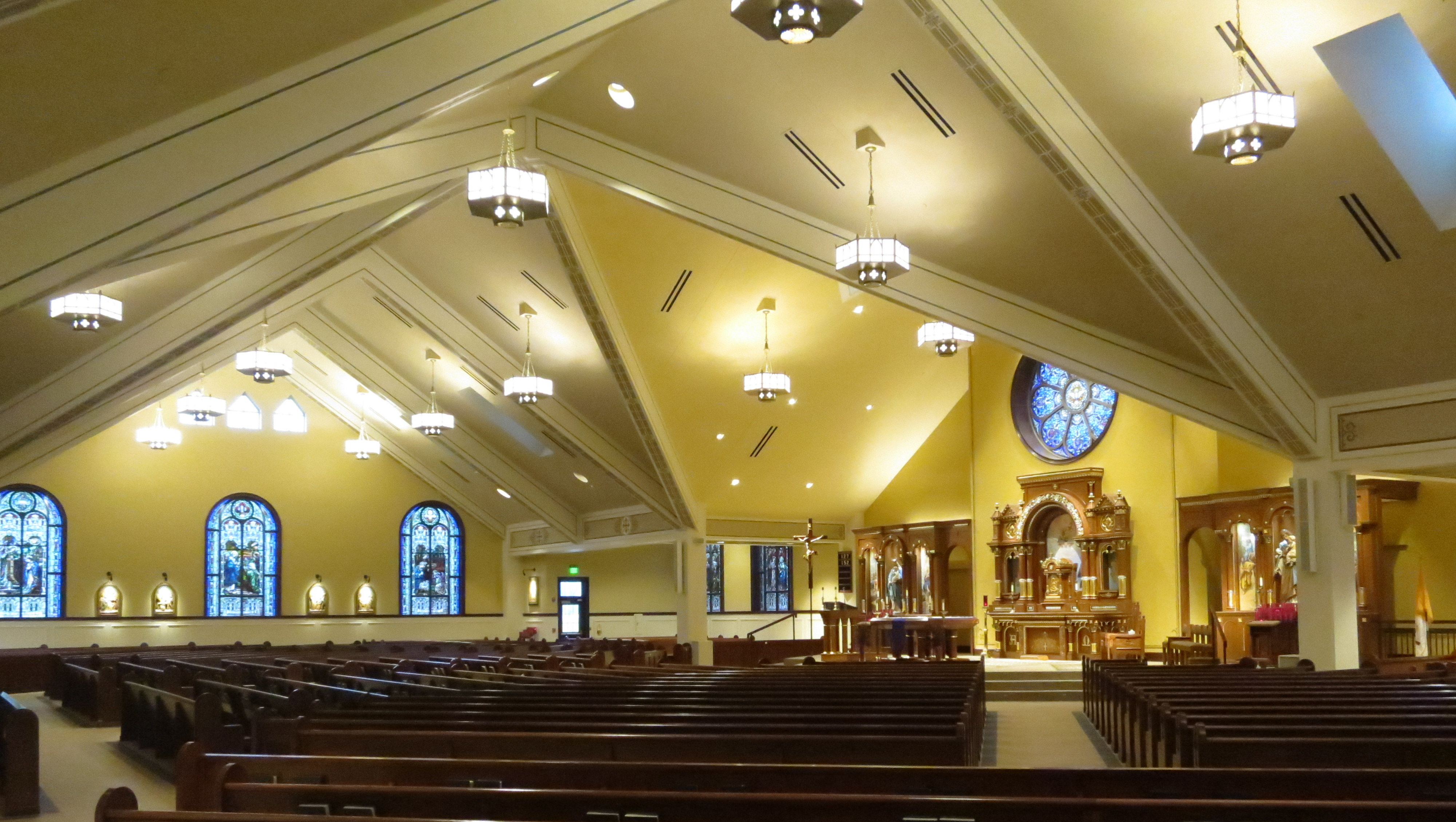
Церква святого Івана Ноймана в Санбарі, Огайо (Saint John Neumann Catholic Church (Sunbury, Ohio) (англ.))
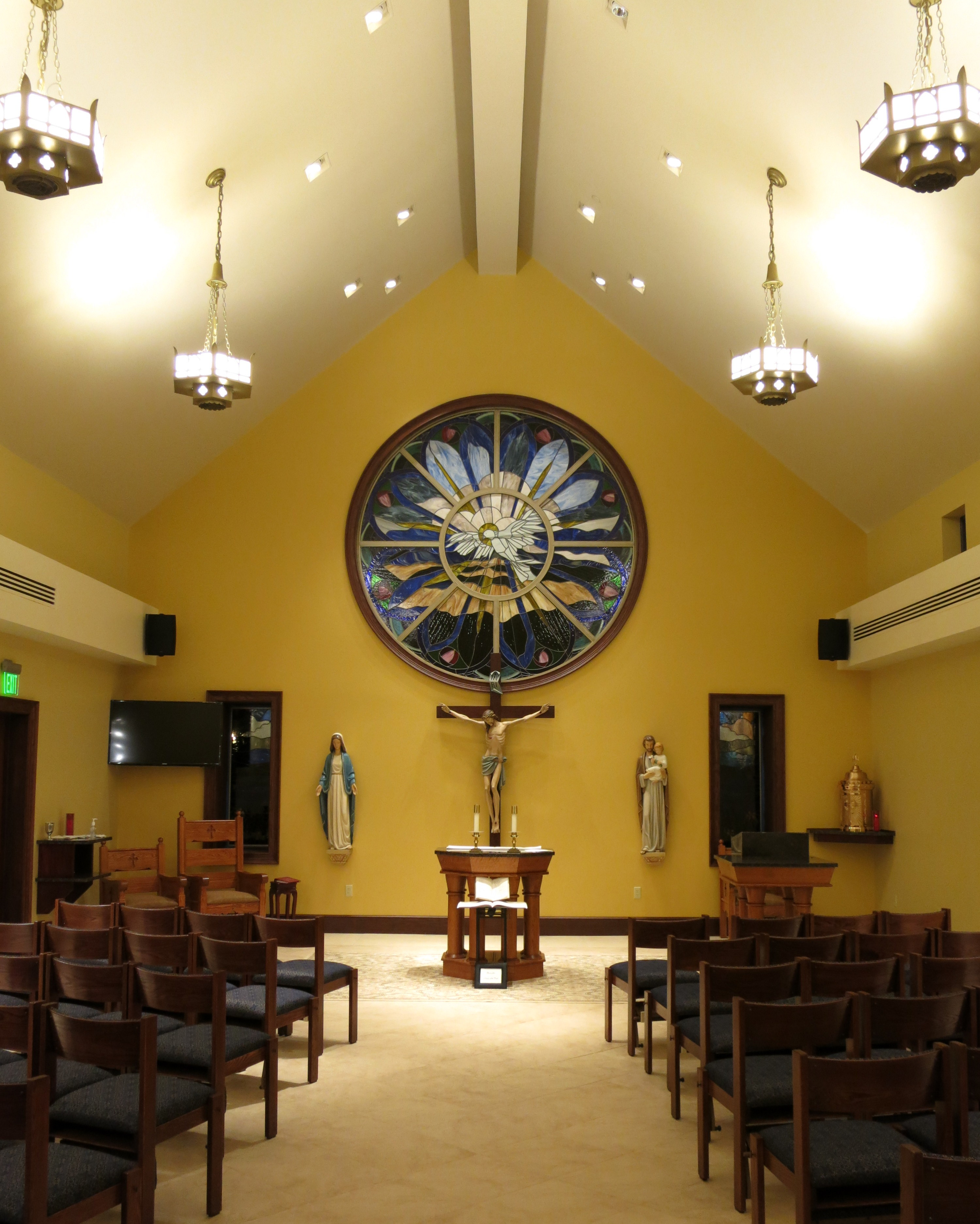
Каплиця для щоденних мес. Церква святого Івана Ноймана в Санбарі, Огайо (Saint John Neumann Catholic Church (Sunbury, Ohio) (англ.))
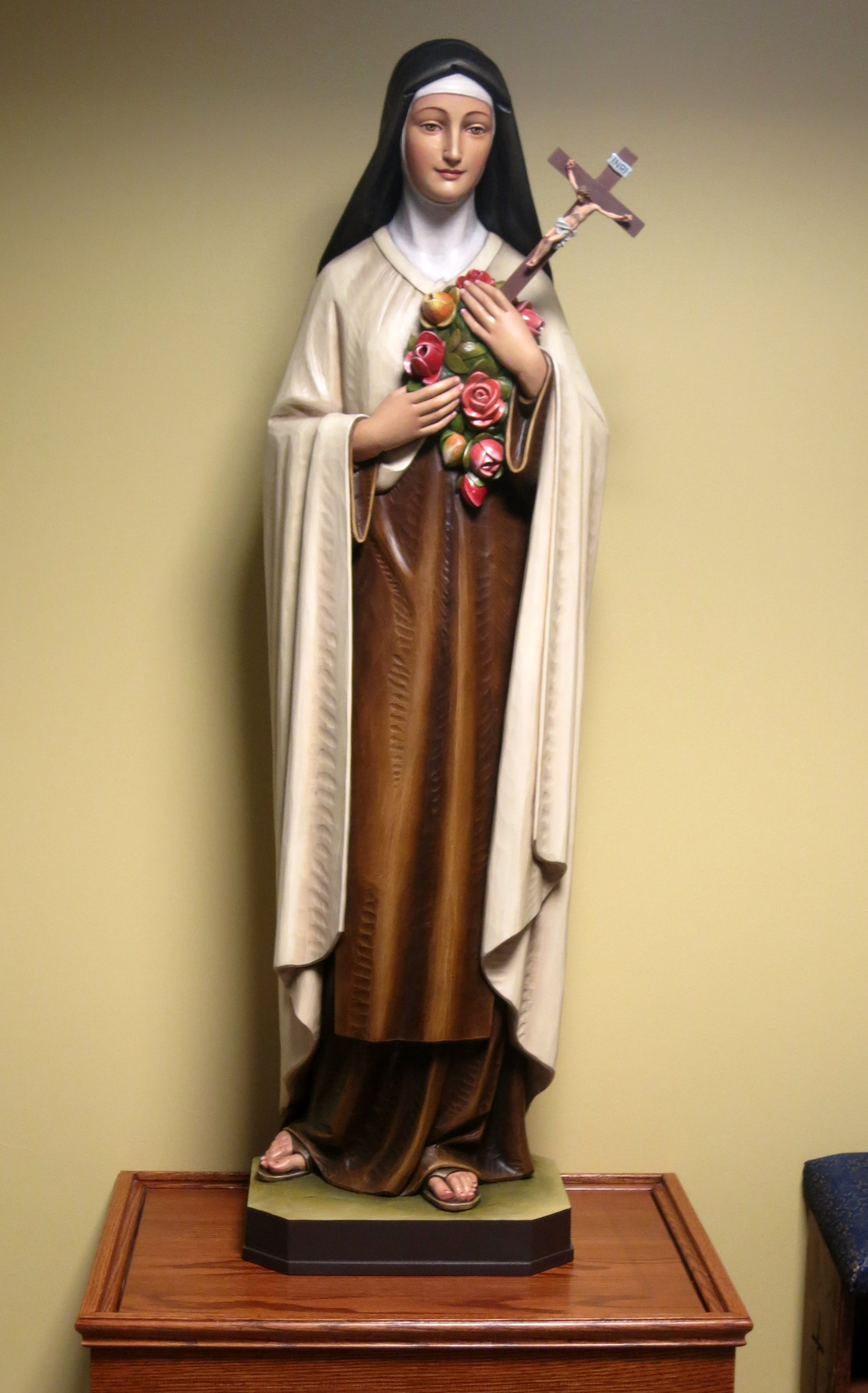
Статуя Святої Терези з Лізьє. Церква святого Івана Ноймана в Санбарі, Огайо (Saint John Neumann Catholic Church (Sunbury, Ohio) (англ.))
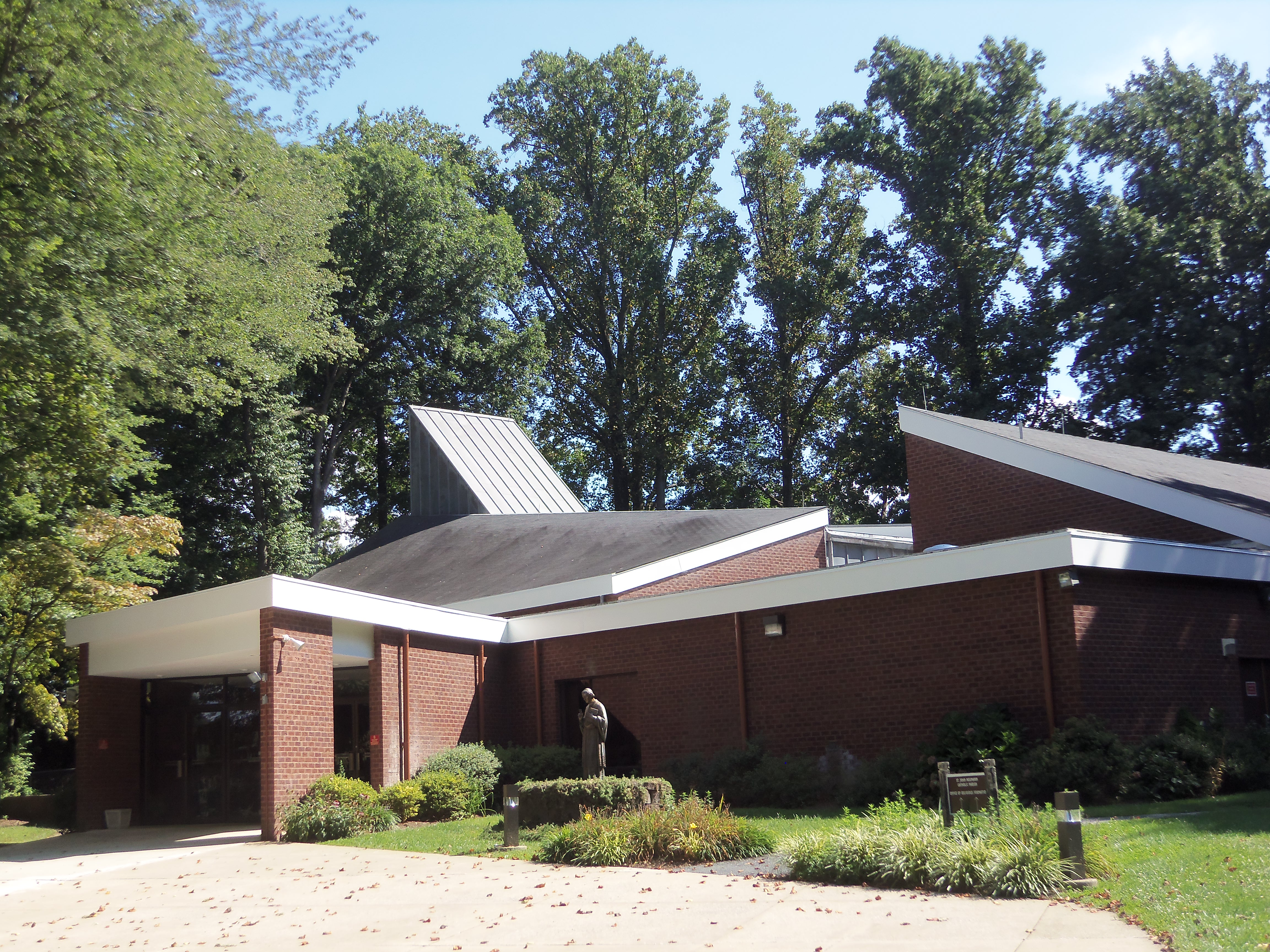
Церква святого Івана Ноймана в Мангомері вілідж,  Меріленд (Saint John Neumann Church (Montgomery Village, Maryland) (англ.))

### Пам'ятні дошки

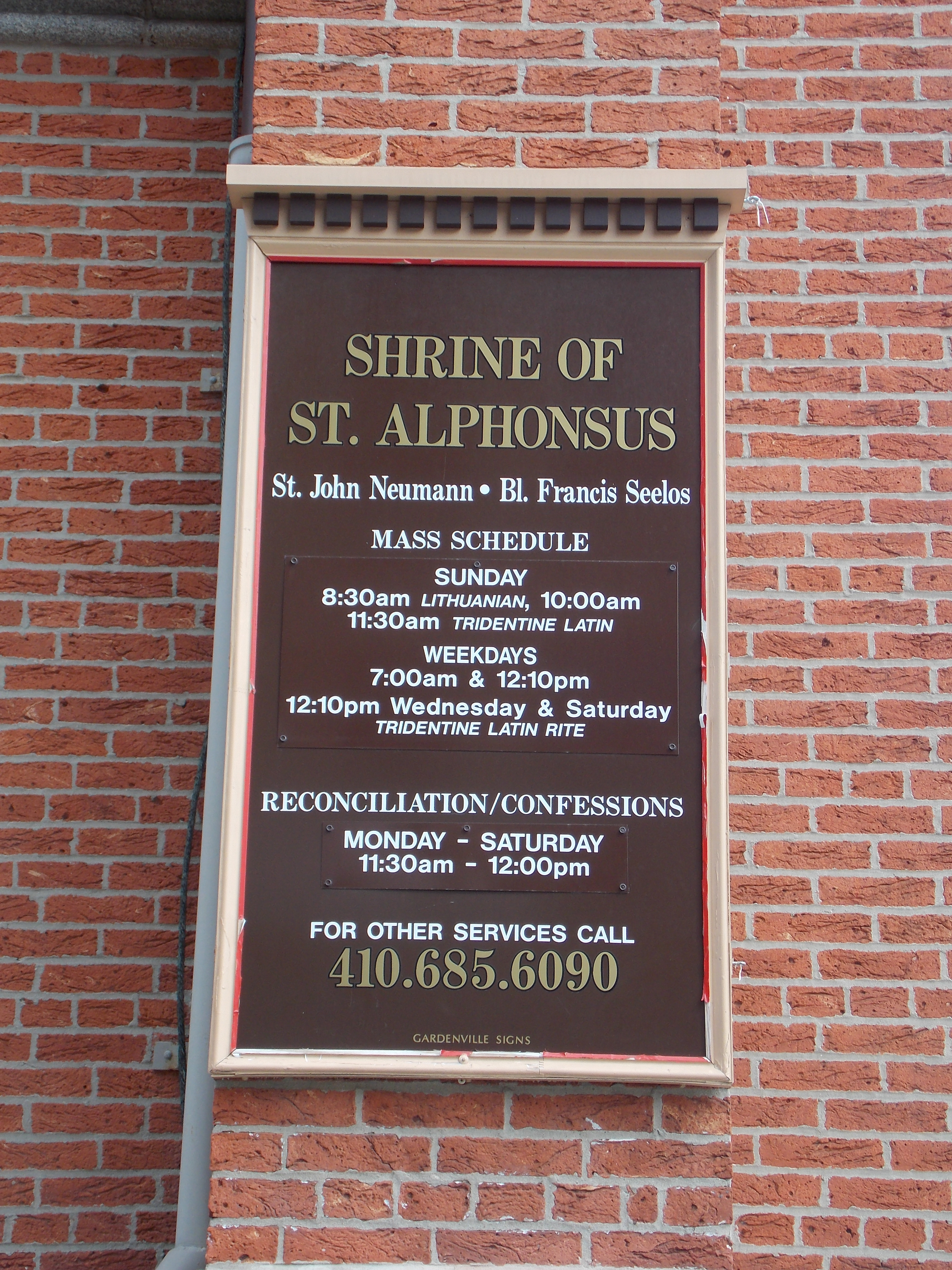
Пам'ятна дошка на фасаді церкви святого Альфонса в Балтиморі, Меріленд
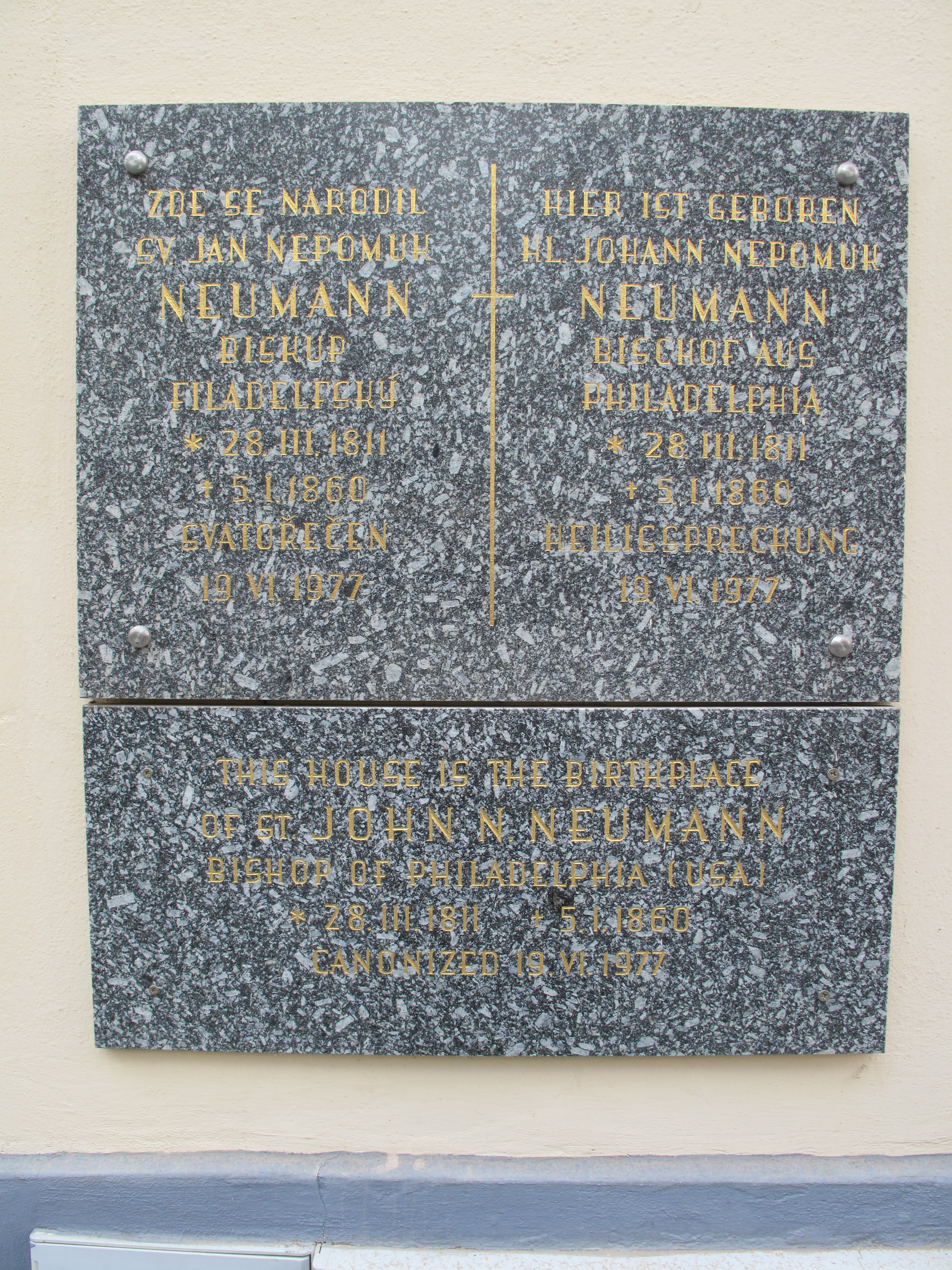
Пам'ятна дошка на будинку в якому народився Іван Непомук Нойман в Прахатице

### Розпис, вітражі, скульптура

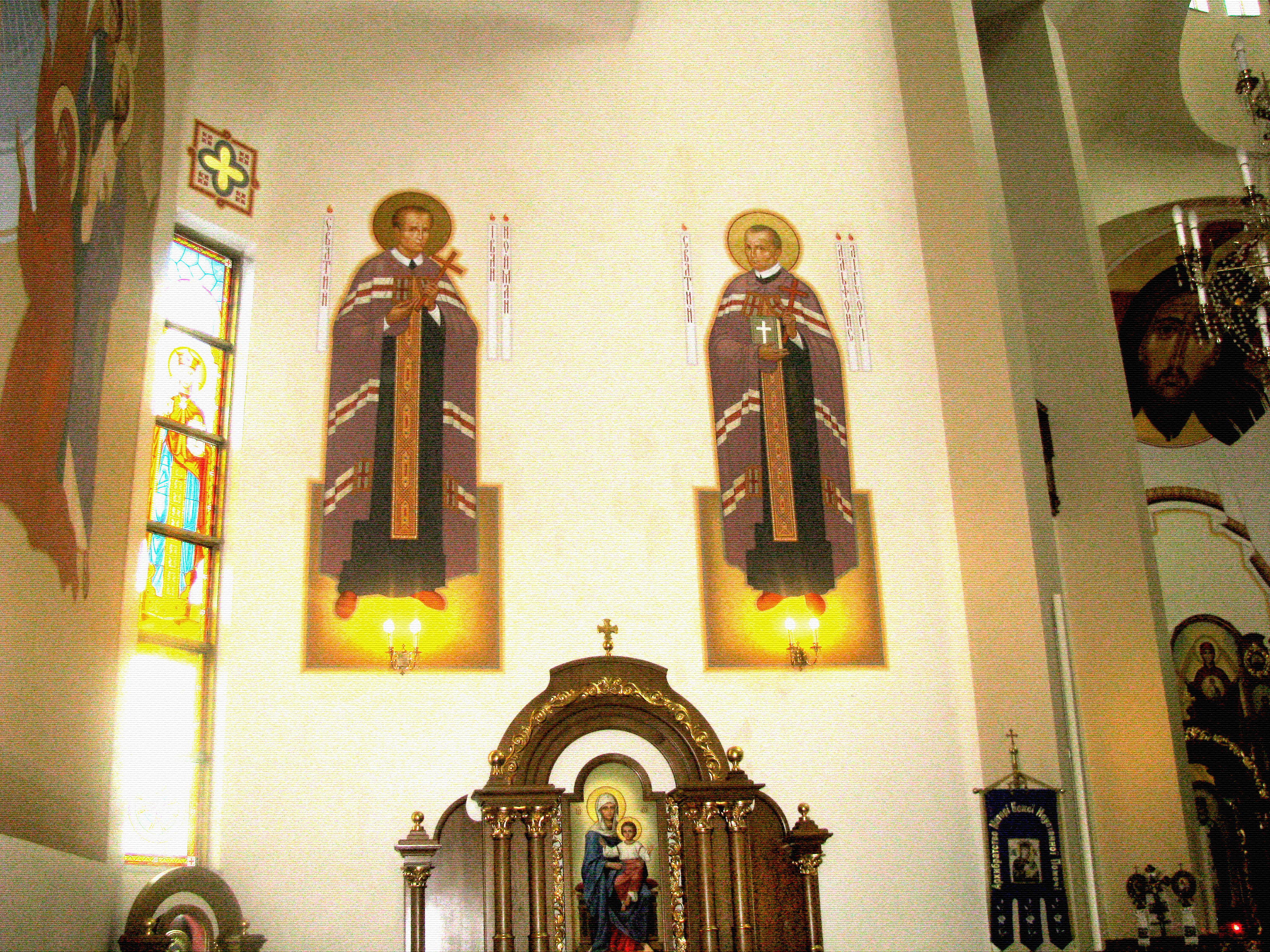
Іван Нойман і Альфонс Ліугорі. Розпис вцеркві Петра і Павла, Новояворівськ, художник Святослав Владика
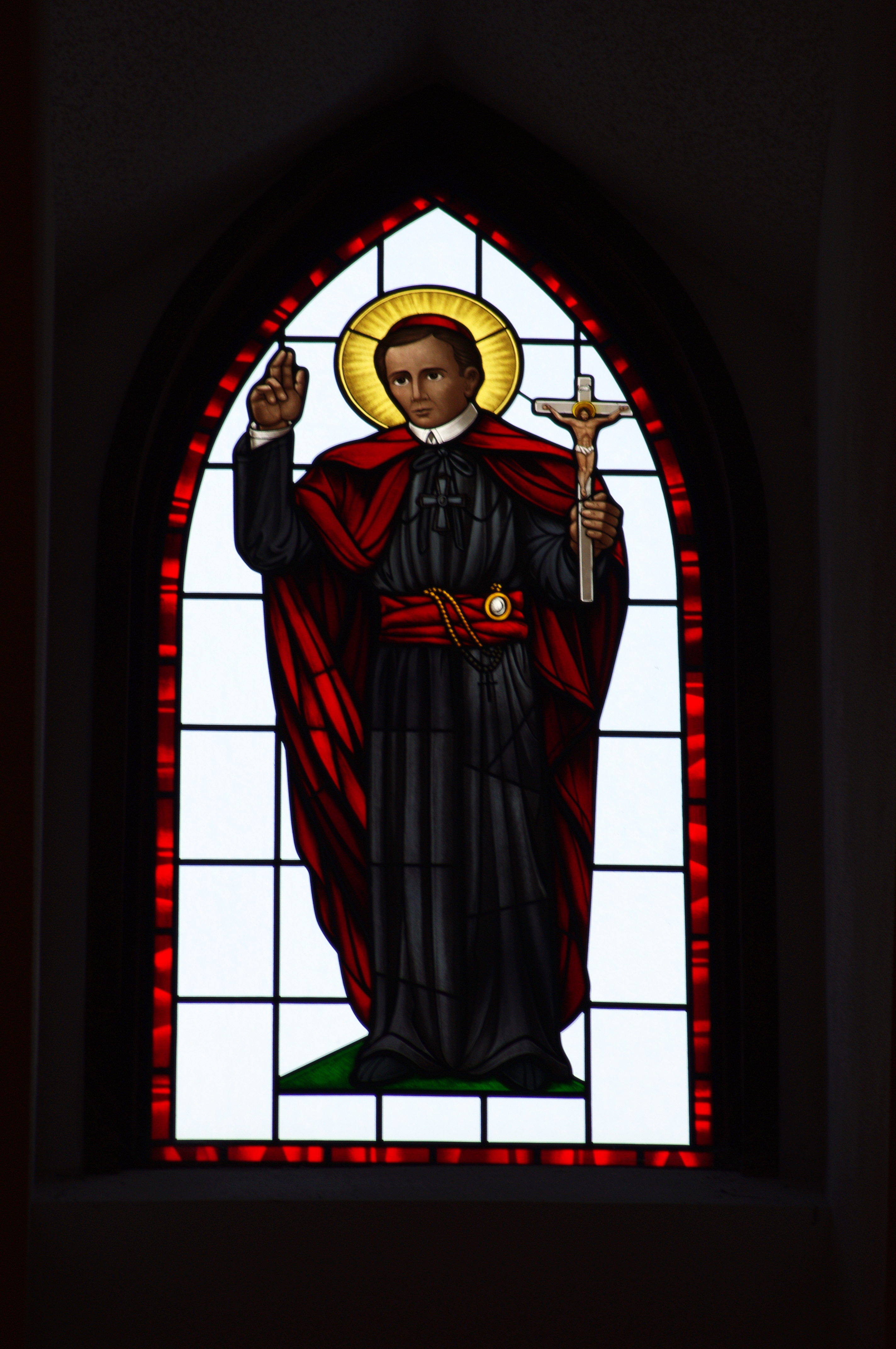
Вітраж в католицькій церкві св. Івана в містечку Павел, штат Огайо (Saint Joan of Arc Catholic Church (Powell, Ohio) (англ.))
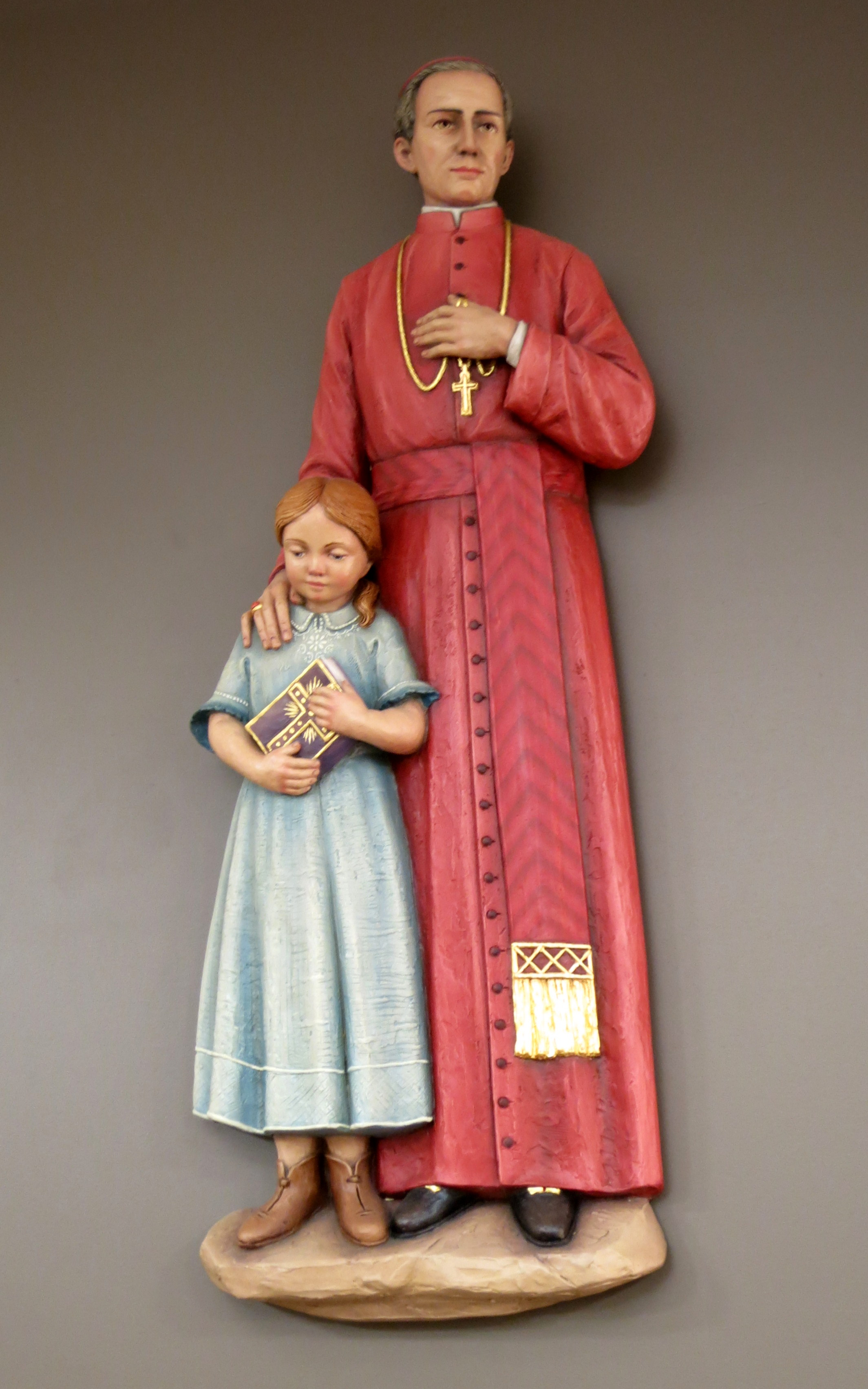
Скульптура Сятого Івана Ноймана в католицькій церкві св. Івана в містечку Павел, штат Огайо (Saint Joan of Arc Catholic Church (Powell, Ohio) (англ.))
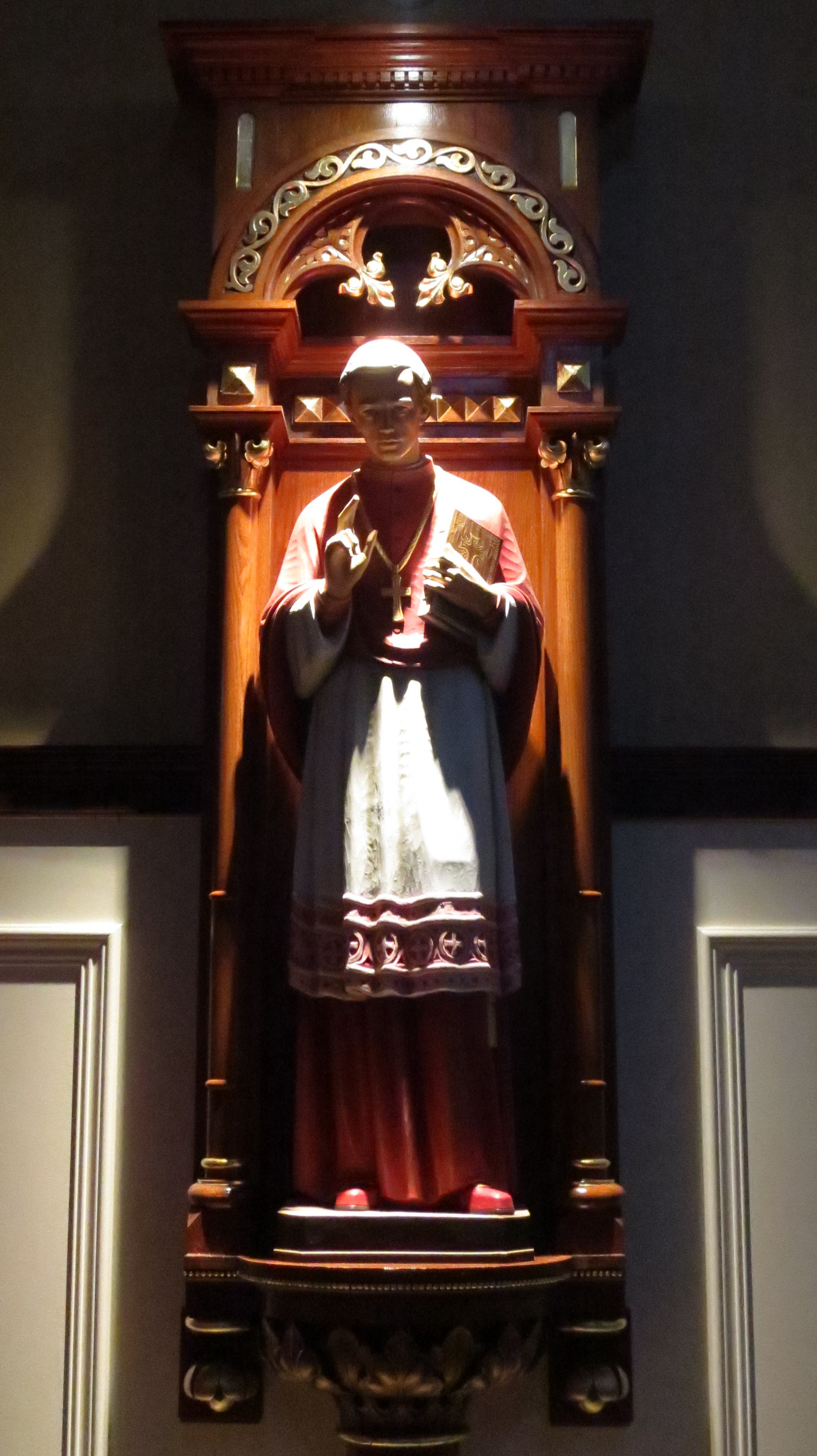
Скульптура Сятого Івана Ноймана в католицькій церкві св. Івана в містечку Павел, штат Огайо (Saint Joan of Arc Catholic Church (Powell, Ohio) (англ.))
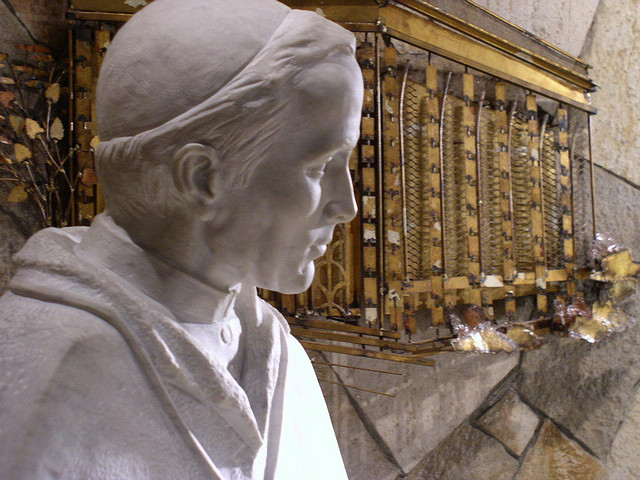
Скульптура Сятого Івана Ноймана в катедральному соборі святого Патрика на Манхаттені (St. Patrick's Cathedral (Manhattan) (англ.))
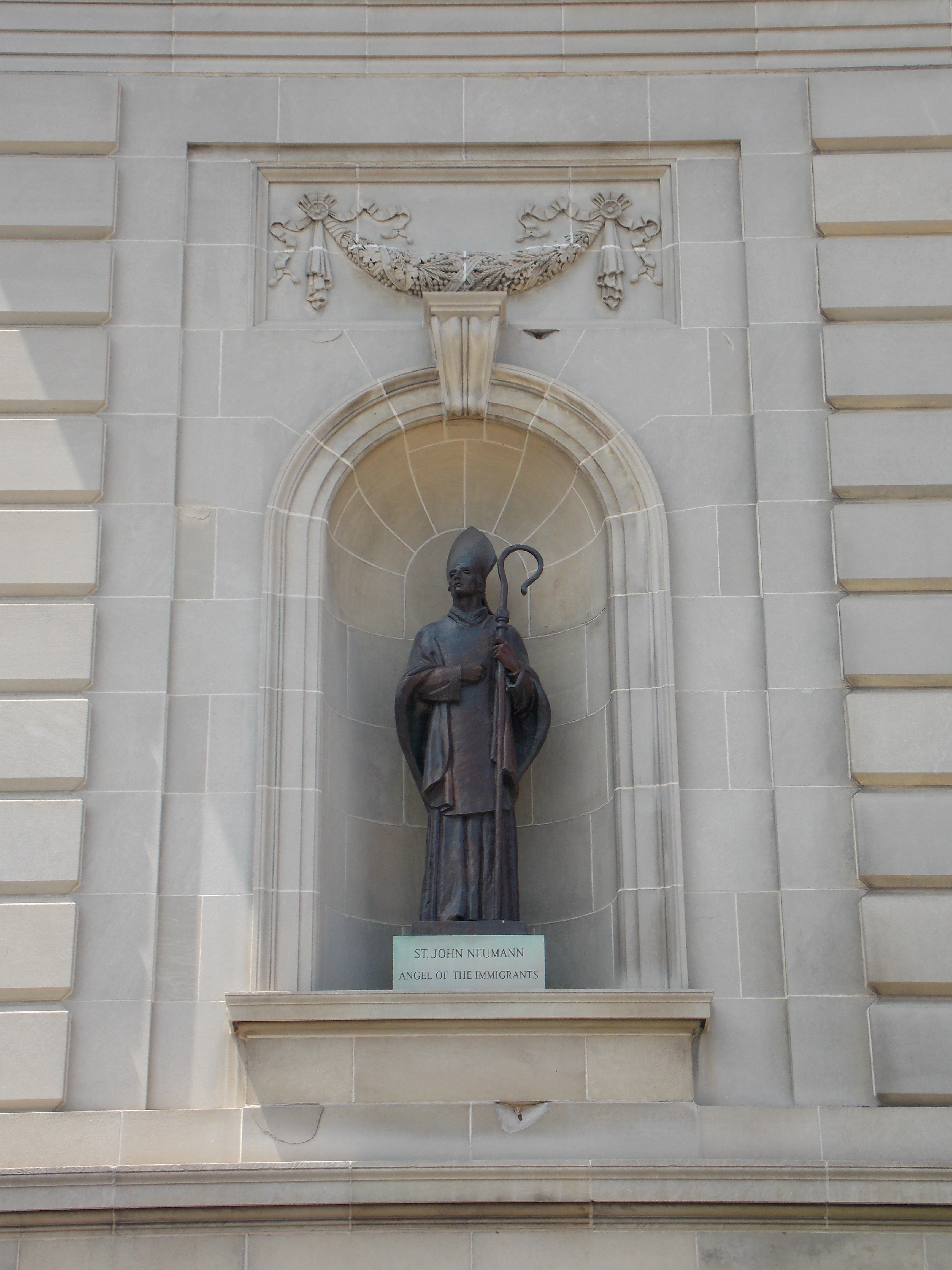
Скульптура Сятого Івана Ноймана на фасаді катедрального собору Святого Причастя в Алтуна, штат Пенсільванія (Cathedral of the Blessed Sacrament - Altoona, Pennsylvania. (англ.))
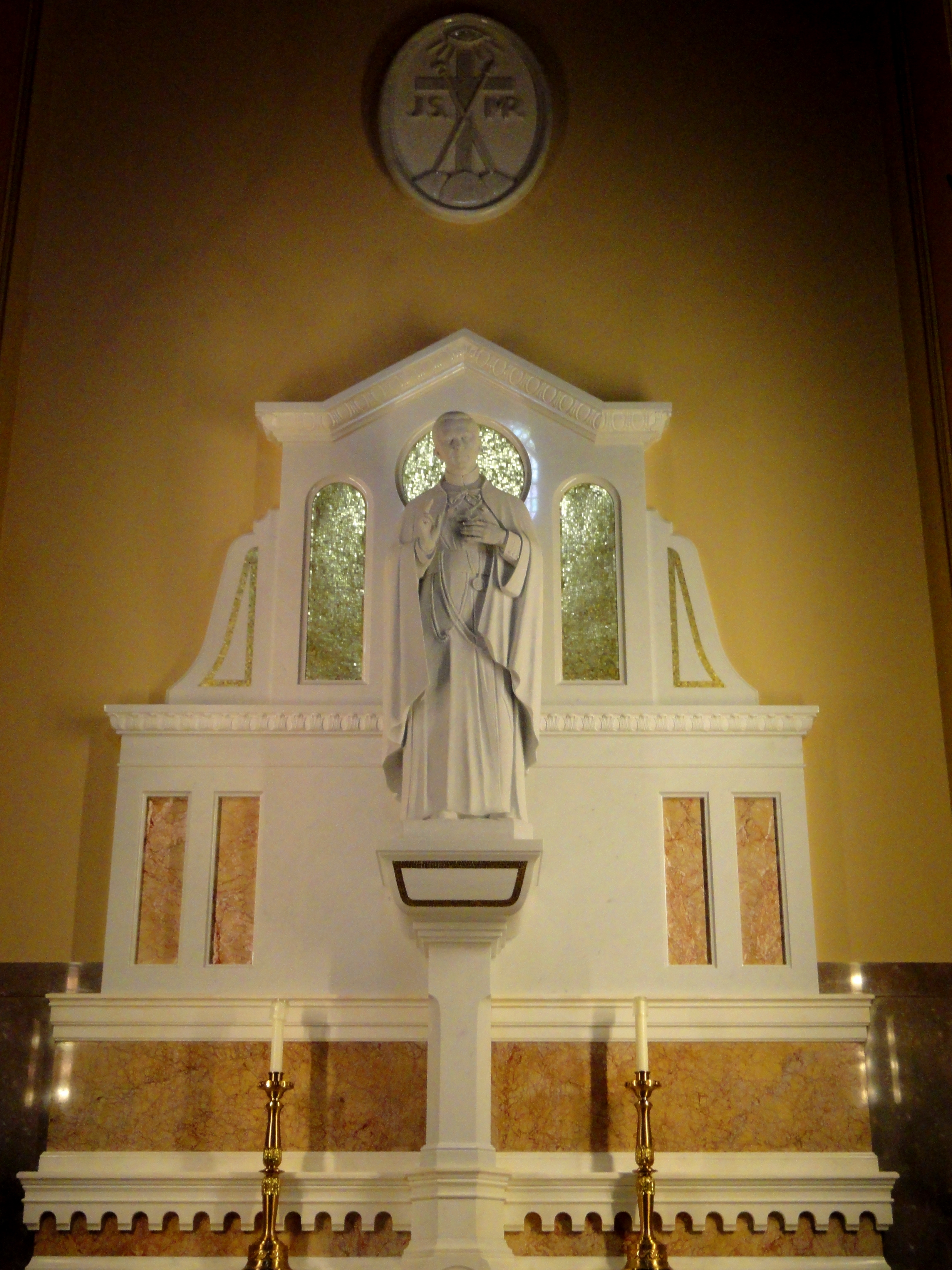
Скульптура Сятого Івана Ноймана в катедральному соборі Петра і Павла в Філадельфії